# Homs
Pour les articles homonymes, voir Homs (homonymie).
Ne doit pas être confondu avec Khoms ou Oms.
Homs (/ɔms/ ; en arabe littéraire : حمص / ḥimṣ ; en arabe levantin : حمص / ḥomṣ [ħɔmsˤ] ; anciennement Émèse) est une ville de Syrie, située sur l'Oronte à la sortie d'un lac artificiel, au centre d'une plaine vaste et fertile qui s'étend, à environ 500 m d'altitude, au débouché septentrional de la vallée de la Bekaa. Ce site constitue un carrefour des axes qui relient — du sud au nord — Damas à Alep (à environ 140 et 170 km de Homs respectivement) et — d'est en ouest, via une trouée naturelle dans la double barrière montagneuse qui longe le littoral levantin — l'oasis de Palmyre (à 150 km) à la mer Méditerranée (les ports de Tartous et de Lattaquié sont à 80 et 120 km). Capitale d'un gouvernorat frontalier avec l'Irak, la Jordanie et le Liban et le plus étendu du pays, Homs était en 2017 la troisième ville la plus peuplée de Syrie, avec 775 404 habitants, appelés en français les Homsiotes.
La vieille ville, située à environ 2 kilomètres du fleuve, sur la rive droite de celui-ci, et que les vestiges d'une citadelle surplombent du haut d'un tell au sud-ouest, occupe approximativement l'emplacement de l'antique Émèse, dont l'expansion hors de ce tell commença vraisemblablement après qu'un « phylarque » de la nation ou tribu des Éméséniens, habitant Aréthuse, fut devenu vers 64 av. J.-C. un client de la République romaine,,,. Annexée à une province de l'Empire romain en 78 apr. J.-C., Émèse demeurait néanmoins le siège d'un culte voué au dieu solaire Élagabal, dont un grand-prêtre deviendrait le père d'une impératrice et un grand et arrière-grand-père d'empereurs romains (Caracalla, Geta, Héliogabale et Sévère Alexandre), sous lesquels elle connut « la période la plus brillante de son histoire ». Le déclin d'Émèse, aussi « brusque » fût-il, n'empêcha pas celle-ci de rester une métropole civile à la fin du IVe siècle, tandis qu'elle devenait « un centre chrétien important ».
Conquise par le calife Omar au VIIe siècle, Homs serait refortifiée par les Omeyyades (vers 750), à partir de quoi elle resterait confinée dans « un espace limité à une centaine d'hectares » jusqu'aux environs de 1918 (ou le mandat français sur la Syrie). Connue pour ses constructions en pierres basaltiques, Homs a souvent été surnommée « la ville aux pierres noires » (Om al-hijar al-soud). Homs vécut avant les années 1950 principalement du commerce — la vieille ville est encore dotée d'un souk — et de l'agriculture (à la fois urbaine et dans sa banlieue maraîchère). L'industrialisation de Homs fut le produit d'un dynamisme privé avant de bénéficier des investissements de l'État. La ville fut un « épicentre » de la guerre civile syrienne commencée en 2011 dès les débuts de celle-ci.

## Géographie

### Localisation

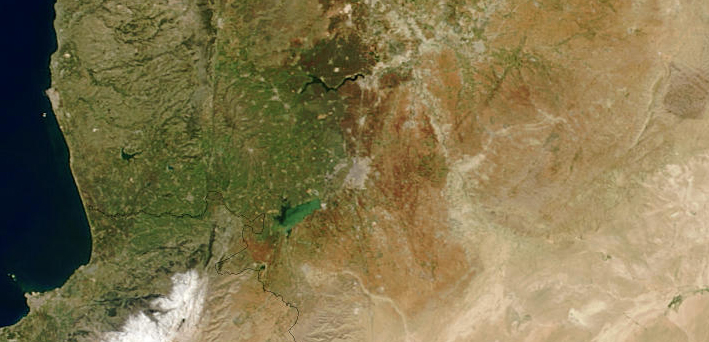
Image satellite centrée sur la ville de Homs.

La ville de Homs est située à l'est d'une trouée entre, au sud, les chaînes du Liban et de l'Anti-Liban et, au nord, les montagnes des Alaouites et « les reliefs bordant à l'Est le fossé de l'Oronte », permettant un accès facile à la côte. Cette trouée coupe en deux parties « presque égales » le « Waʿr », compris « entre la montagne, le lac de Homṣ et l'Oronte » et délimité au sud par « la ligne de Tall Nabî Mand » et au nord par « Goûr, Tayibé, Tall Dau ».

### Climat
| Mois                                | jan. | fév. | mars | avril | mai | juin | jui. | août | sep. | oct. | nov. | déc. | année |
| ----------------------------------- | ---- | ---- | ---- | ----- | --- | ---- | ---- | ---- | ---- | ---- | ---- | ---- | ----- |
| Température minimale moyenne (°C)   | 2,8  | 3,3  | 5,6  | 9,2   | 13  | 17,1 | 19,8 | 20,1 | 17,5 | 12,7 | 7    | 3,8  | 11    |
| Température moyenne (°C)            | 7    | 8,2  | 11,1 | 15,4  | 20  | 24   | 26,1 | 26,5 | 24,4 | 19,8 | 13,1 | 8,2  | 17    |
| Température maximale moyenne (°C)   | 11,1 | 13   | 16,6 | 21,6  | 27  | 30,8 | 32,3 | 32,8 | 31,3 | 26,9 | 19,1 | 12,5 | 22,9  |
| Précipitations (mm)                 | 95,1 | 76,5 | 56,4 | 33,3  | 13  | 2,6  | 0,2  | 0    | 2,4  | 21,1 | 48,1 | 80,7 | 429,4 |
| Nombre de jours avec précipitations | 13   | 15   | 10   | 6     | 3   | 0    | 0    | 0    | 1    | 4    | 7    | 11   | 70    |

| Diagramme climatique                                  |           |             |             |      |             |             |           |             |              |           |             |
| J                                                     | F         | M           | A           | M    | J           | J           | A         | S           | O            | N         | D           |
| 11,12,895,1                                           | 133,376,5 | 16,65,656,4 | 21,69,233,3 | 2713 | 30,817,12,6 | 32,319,80,2 | 32,820,10 | 31,317,52,4 | 26,912,721,1 | 19,1748,1 | 12,53,880,7 |
| Moyennes : • Temp. maxi et mini °C • Précipitation mm |           |             |             |      |             |             |           |             |              |           |             |

## Toponyme

### Formes
Plusieurs formes du nom d'Émèse sont attestées en latin (Emesa, Emesus, Emisa, Emissa, Emiza, Hemesa et Hemisa) ainsi qu'en grec (Ἔμεσα, Ἔμεσαι, Ἔμεσον, Ἐμέσσα, Ἔμισα et Ἐμίσα). La ville est désignée par Χέμψ (Khémps) dans une œuvre écrite en grec au Xe siècle. D'après Sébastien Ronzevalle, Émèse n'est connue dans les documents syriaques que sous la forme ܚܡܨ.
La ville est appelée Hames dans la Fleur des histoires de la terre d'Orient.

### Étymologie
Selon Sébastien Ronzevalle, la « finale en a » « des transcriptions latines et grecques » peut « n'avoir aucun rapport avec la finale originale du nom ».

## Histoire

### Antiquité

#### Époque pré-romaine
D'après le comte du Mesnil du Buisson, « le monticule artificiel » de la citadelle de Homs « est certainement le piédestal d'une ville de haute époque : les coupes de terrain y font reconnaitre une stratification d'édifices en briques crues, parfois incendiés ; cette accumulation de ruines, qui s'est prolongée sur le dessus jusqu'à l'époque romaine et à l'époque arabe, remonte au moins au IIe millénaire avant notre ère. » Au XIIIe siècle av. J.-C., Séthi Ier chercha à « récupérer la zone de Homs, sous domination hittite ».
Selon Augustin Calmet, « il vaut mieux chercher Emath, qui ſervoit de limites à la Terre-Sainte, dans Emeſe, ville fameuſe de la Syrie, ſur l'Oronte, & aſſez prés du mont Liban, comme on le voit par Avienus », que dans Antioche ou Épiphanie ; selon René Dussaud, Émèse « doit figurer parmi les villes fondées en Syrie par Seleucus Nicator ou auxquelles il attribue un nom grec ». Mais d'après Henri Seyrig, « la géographie historique de la Syrie avant l'arrivée des Grecs est aujourd'hui connue par des textes nombreux, et ceux-ci n'ont encore livré aucun nom que l'on puisse attacher vraisemblablement au site d'Émèse » et « Émèse ne semble avoir reçu aucune colonie grecque et le silence complet des auteurs fait penser qu'elle n'atteignit aucune notoriété sous les rois Séleucides ». D'après Maamoun Abdulkarim et Oriol Olesti-Vila, « l'occupation du tell » ne confirme pas « l'existence d'un vrai centre urbain dans la plaine » antérieur à l'époque romaine, des travaux archéologiques ont démenti l'existence d'un « vestige » antérieur à l'époque romaine « sous l'actuel tracé de la ville », et « l'existence d'une dynastie émésénienne dans la région, probablement placée à Aréthuse » (voir infra), « atteste le caractère secondaire de ce secteur à l'époque hellénistique ».

#### Époque romaine
Strabon a mentionné seulement Aréthuse dans sa Géographie, comme « lieu très-fort » de Sampsigéram, que Pompée avait soumis à la République romaine, et de son fils Jamblique, tous deux des Sampsigéramides (dont la principauté avait été constituée vers la fin de l'époque hellénistique), « phylarques des Éméséniens » qui s'étaient alliés à Quintus Caecilius Bassus contre Jules César en 47 av. J.-C., ; Jean-Antoine Letronne a noté qu'« il est singulier que Strabon ne dise pas un mot d'Émèse ». Selon Henri Seyrig, il semblerait que Posidonios, d'après lequel Strabon a « probablement » rapporté l'alliance susmentionnée des phylarques des Éméséniens à Quintus Caecilius Bassus, « regardât les Éméséniens comme une simple tribu, gouvernée par ses cheikhs, et encore dépourvue d'une véritable existence urbaine ». Dion Cassius, dans son Histoire romaine, n'a pas non plus fait mention d'Émèse au moment d'évoquer l'exécution de Jamblique (50.13.7), survenue « à la veille d'Actium » d'après Maurice Sartre, la déposition du frère de Jamblique (51.2.2), et la restitution de la principauté, en 20 avant J.-C. d'après Maurice Sartre, à un autre Jamblique (54.9.2).

Le casque d'Émèse, provenant de la nécropole de Tell Abou Saboun, à Homs ; son propriétaire fut vraisemblablement inhumé « dans la première moitié, et peut-être vers le milieu, du Ier siècle après J.-C. ».

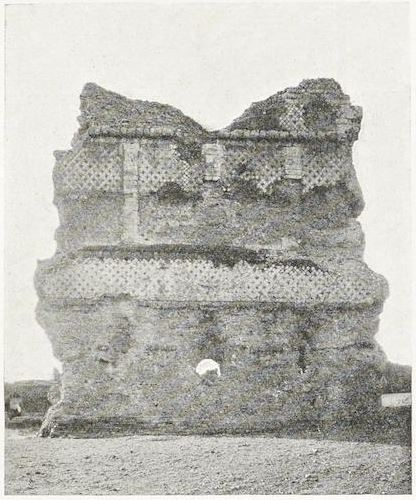
Le mausolée d'Émèse tel que photographié par Heinrich Kohl et Carl Watzinger en 1907 ; il pourrait avoir été construit en « 78-79 de notre ère » par un parent des Sampsigéramides.

Toutefois, Azize est présenté dans les Antiquités judaïques de Flavius Josèphe (20.7.1) comme ayant été roi « d'Émèse » vers l'an 53 apr. J.-C., et avant lui un autre Sampsigéram (18.5.4). Selon Pline l'Ancien, le territoire d'Émèse (aussi appelé « l'Émésène ») confinait à celui de Palmyre. La principauté fut finalement annexée par Rome, très probablement entre 72 et la date de la construction du mausolée d'Émèse (78-79) d'après Maurice Sartre, à la province de Syrie. Émèse commença à frapper monnaie sous le règne d'Antonin le Pieux (r. 138-161). Or, d'après Carlos Chad, « les premières représentations monétaires qui nous soient parvenues de la pierre noire d'Emèse appartiennent à une frappe d'Antonin le Pieux et se prolongent dans les émissions de Marc Aurèle. » « Les renseignements que nous fournissent » ces monnaies attestent le culte d'une « pierre conique », que Carlos Chad a expliqué être un bétyle du soleil « dont le culte à Emèse doit être bien antérieur ». Carlos Chad a en outre fait remarquer que « sur le monnayage de Marc Aurèle, c'est le bétyle qui est représenté » et non pas un temple — le « temple lui-même n'apparaît que dans les monnaies éméséniennes de Julia Domna et de Caracalla » ; partant de cet indice, il a émis l'hypothèse d'une construction tardive, « c'est-à-dire sous les Sévères », du temple décrit par Hérodien comme ayant contenu la pierre à Émèse au temps de l'exercice par Héliogabale et par le cousin de celui-ci de la prêtrise du culte du soleil (ou « Élagabal »),. D'après Carlos Chad,

« Sans doute, avant de construire le temple qui nous est décrit par Hérodien, les Eméséniens se contentèrent-ils d'adorer leur bétyle au sommet d'une « haute tour d'oblation ». H. Seyrig a établi que la construction des grands temples de Damas et d'Héliopolis suppose une politique délibérée des premiers empereurs pour « romaniser » les cultes syriens. »

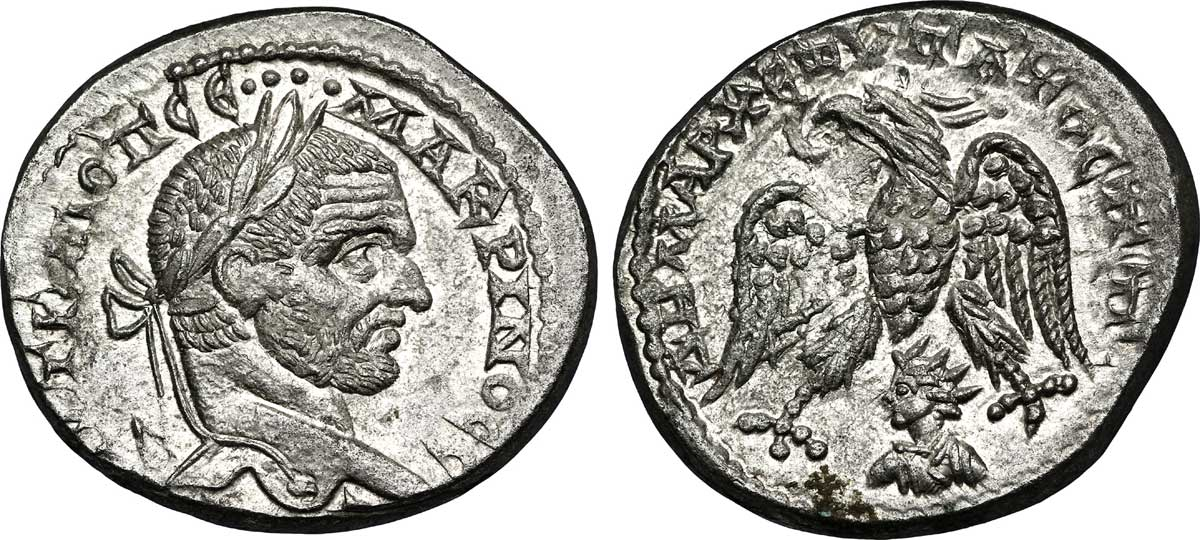
Monnaie de Macrin (217-218) frappée en la cité d'Émèse.

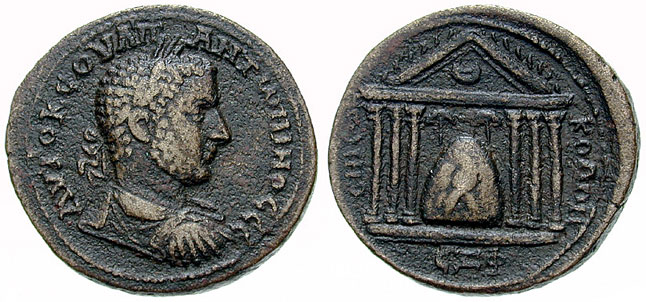
Monnaie d'Uranius Antoninus frappée en la cité d'Émèse.

L'existence d'un corps d'archers cavaliers éméséniens est attestée dès le milieu du IIe siècle. En 187, Julia Domna, fille du grand prêtre du soleil ou « grand prêtre d'Élagabal » à Émèse Julius Bassianus, épousa Septime Sévère, qui était alors gouverneur de la Gaule lyonnaise, mais qui deviendrait empereur romain, ; une série émésénienne de monnaies, « débutant sous Caracalla et se continuant jusque sous Macrin », associerait l'aigle impérial au « fameux bétyle Elagabal » ou à Hélios radié. En 194, la province de Syrie fut divisée en deux nouvelles provinces, « la Syrie-Phénicie d'une part, et la Coelé-Syrie d'autre part », la province de Syrie-Phénicie, « très étendue », comprenant « des cités de l'intérieur comme Émèse, Damas et même Palmyre ». D'après un texte d'Ulpien (Digeste 50.15.1.4) et un texte de Paul (Digeste 50.15.8.6), Caracalla et Héliogabale promurent chacun Émèse au rang de colonie et lui accordèrent le droit italique ; Eugène Albertini a émis l'hypothèse d'une révocation par Macrin des privilèges donnés par Caracalla et d'un rétablissement de ceux-ci par Héliogabale. Sous le règne d'Héliogabale, proclamé empereur « Marcus [Aurelius] Antoninus » à Émèse à l'âge de 14 ans en 218, la ville fut en outre élevée au statut de métropole et la « pierre sacrée d'Émèse » transportée à Rome. Après l'assassinat d'Héliogabale et de la mère de celui-ci par la garde prétorienne, Sévère Alexandre fut proclamé empereur et « renvoya le bétyle d'Héliogabale à Emèse ».
Selon Albert Ten Eyck Olmstead, une inscription mentionne comme « héros » le « Samsiceramus » qui, selon Malalas, « défendit Émèse contre les Perses » au temps de Valérien (253-260) ; « ce personnage ne serait autre que l'usurpateur Uranius Antoninus, connu par ses monnaies ». En 272, après que les Palmyréniens « furent vaincus » par les Romains dans une bataille, « Aurélien alla se prosterner devant l'autel d'Élagabal à Émèse ». Mais selon Henri Seyrig, Émèse, qui avait été, « sur la route de la côte, un entrepôt aussi nécessaire que Palmyre elle-même », « retomba dans l'insignifiance » « aussitôt que Palmyre, ruinée par Aurélien, cessa de tenir les nomades » et que les caravanes reprirent « l'ancien détour » qui leur avait permis jusqu'au Ier siècle av. J.-C. de contourner le désert syrien par le Nord. La vie de la cité fut paralysée par une crise financière, ce que révèle bien selon Claude Lepelley une lettre de Libanios, « adressée en 388 à Eusebius, probablement magister officiorum », qui « intercède pour Émèse, que la ruine de ses bouleutes a réduite à « n'être plus une cité », à moins qu'un bienfait impérial « n'en fasse à nouveau une cité ». Toutefois, il ne semble pas que le statut juridique de cité ait été alors retiré explicitement à Émèse. »

#### Époque byzantine

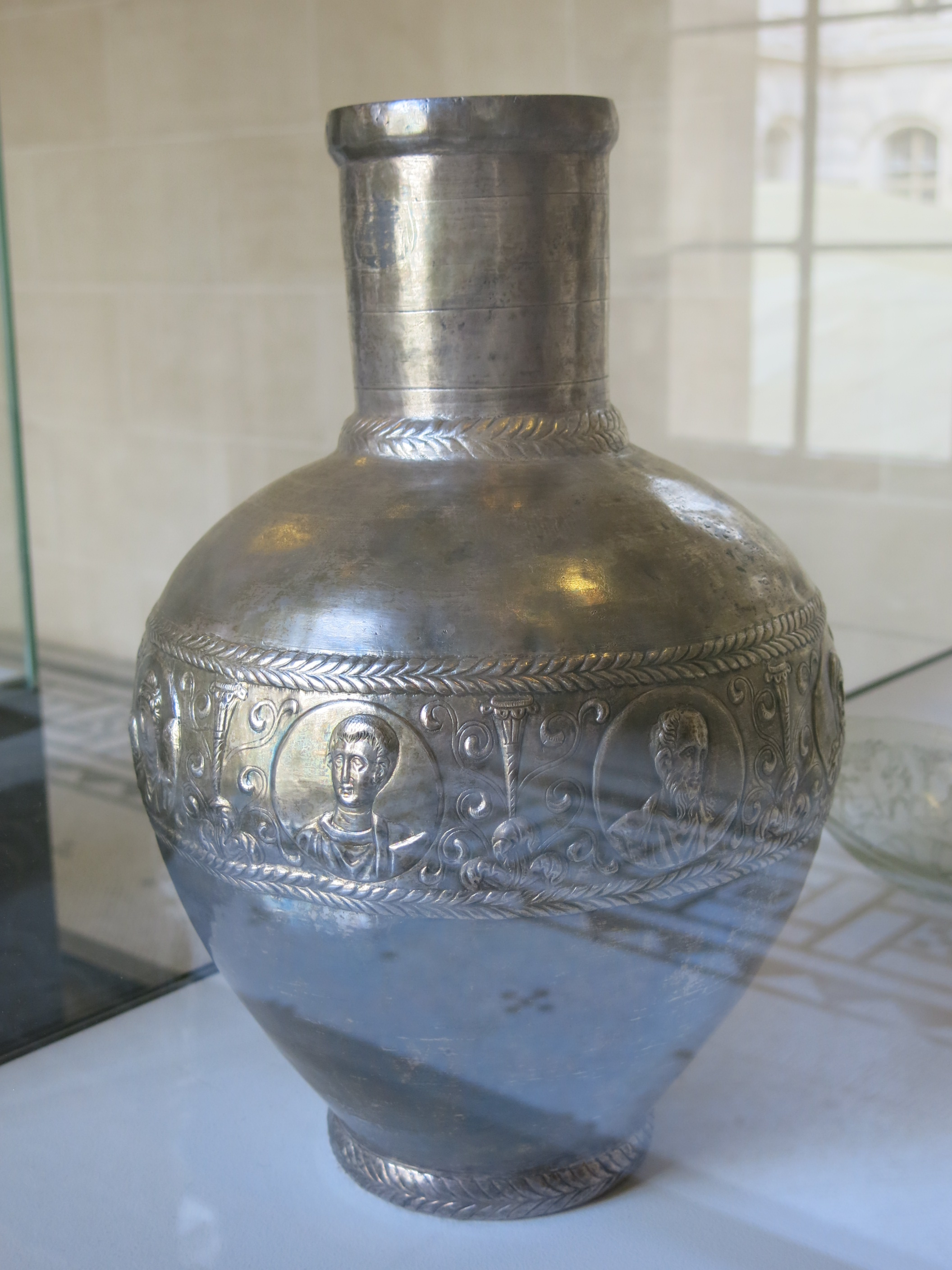
Vase d'Émèse en argent « martelé, repoussé et gravé », à « décor de médaillons avec bustes de personnages bibliques encadrant le Christ d'un côté et la Vierge de l'autre » (fin du ou début du VIIe siècle), musée du Louvre.

À la fondation de l'Empire byzantin, Émèse était le siège d'un évêché, mais « l'introduction du christianisme dans cette ville farouchement païenne semble avoir été lente » : son « premier évêque connu » n'était paru « qu'en 325, au concile de Nicée ». Émèse devenait cependant « un centre chrétien important ». Le pape Anicet et Julien d'Émèse avaient été natifs de la ville ; Romain le Mélode en serait un autre. Des églises y seraient construites : l'église Saint-Élian serait probablement érigée en 432, ; d'après Joseph Nasrallah, « un témoignage historique emprunté à la vie de Mâr Bassos atteste l'existence d'une église à Homs consacrée à Marie dès 478 ». Des catacombes chrétiennes datant du IIIe au VIIe siècle couvrent une partie du sous-sol de la ville antique.
Vers la fin du IVe siècle, Émèse était la métropole civile de la Phénicie libanaise (province créée par Théodose le Grand). En février 452 fut découverte la tête de Jean le Baptiste dans le monastère du Spélaion, dans le diocèse d'Émèse. À la suite de cet événement, Émèse — qui avait d'abord été suffragante de Damas — fut « sans doute élevée au rang de métropole [ecclésiastique] honoraire de la Phénicie libanaise dans la seconde moitié du Ve siècle » selon Julien Aliquot. Cette situation, « conforme à la lettre du douzième canon du concile de Chalcédoine », perdura au moins jusque vers 570, date de la première rédaction de la Notitia Antiochena. D'après Julien Aliquot,
« Les remaniements ultérieurs de la Notitia Antiochena attestent toutefois que la cité est devenue une métropole ecclésiastique au sens plein du terme entre la fin du VIe siècle et le début du VIIe siècle et qu'elle s'est vu attribuer un ressort propre, comprenant les quatre évêchés d'Arka, Maurikopolis, Arménia et Stéphanoupolis ».
Cette seconde promotion fut sans doute due, selon Julien Aliquot, au transfert de la tête de Jean le Baptiste en la ville d'Émèse depuis le monastère du Spélaion attesté par Théophane le Confesseur, bien qu'il soit daté par celui-ci d'environ l'an 760 — « soit plus d'un siècle après la conquête musulmane du Proche-Orient » (voir infra) — qui constitue une date peu vraisemblable.
En 613, les Sassanides, en guerre avec l'Empire byzantin, s'emparèrent d'Émèse. Ils durent cependant « évacuer toutes leurs conquêtes byzantines » en 629.

### Moyen Âge

#### Époque arabe
La ville fut conquise « dans le cours de l'an 14 de l'hégire [...] par les musulmans (635 et 636) » — selon Ibn al-Faqih, « par Ḫālid b. al-Walīd qui accorda la paix à ses habitants moyennant 170 000 dinars ».
En « 26/647 », Homs fut incluse par « Muʿāwiya » parmi les provinces de Syrie, puis devint capitale d'un « jund ou district militaire ». D'après Jean-Yves Gillon, « Massignon rappelle que sous les premières dynasties arabes, et plus tard encore, se prétendre d'origine yéménite a été pour beaucoup de non-arabes ou de « clients métissés » un moyen de se réclamer d'une origine noble et heureusement invérifiable. Il donne une liste de villes où les soi-disant yéménites sont particulièrement nombreux, parmi lesquelles Homs ». Le calife désigna comme gouverneur l'émir « Shuraḥbīl », qui procéda à une répartition des habitations, les musulmans occupant ce que les chrétiens avaient abandonné. À la bataille de Siffin en 657, les habitants de Homs prirent le parti d'Ali, et pour longtemps le chiisme tint une position prépondérante dans cette zone.
À la mort de « Yazīd b. Muʿāwiya », la gouvernance de Homs est dite avoir été conférée à « al-Nuʿmān b. Bashīr, mais beaucoup d'auteurs soutiennent qu'elle revint à « Khālid b. Yazīd » qui avait bâti un palais à Homs. D'après Antoine Borrut, les oppositions qui surgirent dès l'avènement de Marwan II ne laissèrent à celui-ci « guère d'autres options » que de « remettre en vigueur la pratique d'un pouvoir itinérant » : « Le nouveau calife dut s'employer sur plusieurs fronts de l'Iraq à la Syrie. Homs se révolta, tandis que Sulaymān b. Hišām — qui avait obtenu l'amān du calife et prêté allégeance à la suite de sa défaite à ʿAnjar — se laissa convaincre par ses troupes de faire valoir ses droits. Sulaymān fut vaincu à proximité de Qinnasrīn, et Homs céda après un siège de plusieurs mois, ce qui motiva la décision de Marwan II de faire raser les murailles de la ville. » En « 128/746 », l'ordre fut restauré. En « 132/750 », « ʿAbd Allāh b. ʿAlī al-ʿAbbāsī » apparut en Syrie, et renversa Marwan II. D'après Mohamed al-Dbiyat, « l'ensemble des villes syriennes perdirent leur poids politique pendant la période dominée par les Abbassides. » Quand le califat abbasside se fut affaibli, en « 264/878 », « Aḥmad b. Ṭūlūn », gouverneur d'Égypte, étendit son autorité sur la Syrie. Le pouvoir toulounide se maintiendrait jusqu'en « 282/896 ». Les Qarmates apparurent à cette période et semèrent le trouble dans la région. En « 290/903 », leur dirigeant, « Ḥusayn », connu sous le nom de « Ṣāḥib al-Shāma », vint à Homs de Damas. Afin d'éviter les extorsions, les habitants acceptèrent la lecture de la « khuṭba » au nom de leur nouveau maître. Les Hamdanides prendraient les armes contre lui.
Au milieu du « IVe/Xe siècle », Homs chercha le soutien des Hamdanides d'Alep pour éviter de tomber sous le pouvoir des gouverneurs ikhchidides de Damas. En « 333/944 », les Hamdanides furent victorieux à la bataille de Rastan, et Sayf al-Dawla prit Homs, qui resterait entre les mains de la dynastie jusqu'en « 406/1046 ». En « 356/967 », à la mort de Sayf al-Dawla, Homs fut gouvernée une année par Abou Firas. L'illustre poète tenta une rébellion contre « Saʿd al-Dawla » mais fut défait, pris comme prisonnier et exécuté le 4 avril 968. L'année suivante, Nicéphore II Phocas occupa Homs durant sa campagne victorieuse en Syrie, transforma la grande mosquée de Homs en église, y célébra le divin service puis y mit feu. Les Hamdanides gouvernèrent à nouveau la ville après le départ de Nicéphore II Phocas. En « rajab 364/mars-avril 975 », Jean Ier Tzimiskès réussit à prendre Homs. À ce moment apparut l'émir « Bakjur », qui se rebella à Homs contre les Hamdanides d'Alep ; ayant failli à recevoir le renforcement byzantin sur lequel il comptait, il fut forcé de se retirer. Trois ans plus tard, « Saʿd al-Dawla » lui donna Homs en tant que fief. Homs resta un enjeu des rivalités arabo-byzantines et fut incendiée par les Byzantins en « rabīʿ II 373/septembre 983 ». En « 385/995 », l'empereur byzantin Basile II établit son autorité sur la ville, après qu'elle eut vivement résisté : elle fut dévastée puis placée sous l'autorité du duc d'Antioche. En « 389/996 », sur ordre du basileus, la ville fut brûlée.
En « 406/1016 », le pouvoir des Hamdanides toucha à sa fin et Alep tomba aux Mirdassides. Dix ans plus tard, « Ṣāliḥ b. Mirdās » contrôlait Homs, puis, en « 420/1029 », « Shibl al-Dawla Naṣr b. Mirdās » y gouverna. À partir du milieu du « Ve/XIe siècle », les Fatimides étendirent leur pouvoir en Syrie ; Homs ne fit pas exception. Un émir pro-fatimide, « Khalaf b. Mulāʿib », contrôlait Homs en « 475/1082 » et causait beaucoup de trouble par son brigandage et ses déprédations.

#### Époque seldjoukide
En « 483/1090 », en réponse à une plainte des princes et commandants seldjoukides en Syrie à l'encontre de « Khalaf », le sultan « Malik Shāh » leur donna l'instruction d'attaquer et de le destituer. Homs fut prise après un siège. « Khalaf » fut capturé et envoyé à Ispahan, et Homs donnée à Toutouch. Puis, en « 487/1097 », elle fut passée à son fils « Riḍwān ». L'atabeg de celui-ci, l'émir « Janāḥ al-Dawla Ḥusayn », après s'être querellé avec son pupille, prit refuge à Homs en « 490/1097 » ; il en serait l'émir et joindrait ses forces à celles de Dokak contre les Croisés. Après la capture d'Antioche en « 491/1098 », les Croisés firent leur première attaque vers le sud ; ils saccagèrent Maarat al-Nouman mais assiégèrent Homs en vain, qui était alors sous l'émir « Qaraja », un ancien mamelouk de « Malik Shāh », représentant « Janāḥ al-Dawla Ḥusayn ». Selon Nikita Elisséeff, contrairement à la légende acceptée par Barthélemy d'Herbelot de Molainville puis par Richard Pococke et Guy Le Strange, les Croisés ne réussirent pas à capturer la ville, qu'ils appelèrent « La Chamelle » ; ils la coupèrent simplement du port de Tartous.
Au milieu de « 496/mai 1103 », « Janāḥ al-Dawla Ḥusayn » fut assassiné par trois ismaéliens dans la grande mosquée de Homs. Dokak contrecarra promptement une tentative des Croisés de tirer avantage de la situation en attaquant Homs, et ramena la ville sous contrôle damascène. L'année suivante, Dokak mourut et Toghtékin lui succéda, laissant « Qaraja » comme gouverneur de Homs. En « 506/1112 », Qirkhân succéda à son père comme maître de Homs. Deux ans plus tard, « Najm al-Dīn Īl Ghāzī » apparut au dehors de la ville, mais Qirkhân le vainquit en « shaʿbān 508/janvier 1115 ». En « 512/1118 », « Ẓahīr al-Dīn Tughtakīn b. Būrī » prit Homs et imposa sa suzeraineté sur Qirkhân. Selon Nikita Elisséeff, en « rabīʿ II 520/mai 1126 », les Croisés envahirent le territoire de Homs et le saccagèrent, mais « ʿIzz al-Dīn Masʿūd b. Aq Sunqūr » vint d'Alep et « délivra la ville ».
« Durant l'année 1129 mûrit le plan de conquête de Damas [par Zengi], annoncé par l'annexion des régions situées entre Alep et Damas, c'est-à-dire Shaïzar, Hamâ, Homs. Hamâ, que gouvernait le fils de Bûrî, était une dépendance de Damas ; Homs se trouvait entre les mains de l'émir Qirkhân, qui tentait de s'emparer aussi de Hamâ. Zengî inaugura sa politique par une trahison : il captura l'émir de Ham[â] avec l'aide de l'émir de Homs, et le soir même arrêta l'émir d'Homs. Il échoua, Homs ne fut pas prise. » Quelques années plus tard, quand « Khumārtāsh » gouvernait Homs au nom des fils de Qirkhân, Zengui vint de nouveau assiéger la ville, qui était une des mieux fortifiées et avait une citadelle imprenable. « Khumārtāsh » appela à l'aide l'émir de Damas, « Shihāb al-Dīn Maḥmūd ». Les fils de Qirkhân négocièrent la cession de Homs au prince de Damas en « rabīʿ I 530/décembre 1135 », ce dernier donnant la gouvernance de la ville à « Yūsuf b. Fīrūz ». Zengui attaqua en juin 1137 la ville de Homs, qui dépendait de Damas, et que défendit Ounar, qui avait été un des lieutenants de Toghtékin.
« Nūr al-Dīn » s'installa à Homs en « 544/1149 ». Au temps du siège de Damas (pendant la deuxième croisade), Homs servit de point de ralliement aux troupes de « Nūr al-Dīn » et de « Sayf al-Dīn Ghāzī ». En « 548/1153 », « Nūr al-Dīn » campa à Homs ; il donna la ville en compensation à « Mujīr al-Dīn Abak », après avoir réussi à prendre Damas le « 10 ṣafar 549/25 avril 1154 », mais celui-ci ne put y rester que pour un temps court. Une série de tremblements de terre abîma la ville en « 552/1157 ». Après la première expédition de troupes syriennes en Égypte (« 559/1164 »), Chirkouh reçut Homs comme « iqtāʿ » de « Nūr al-Dīn » ; ce fut l'origine de la dynastie « Asadī » de Homs. En « 564/1169 », Chirkouh mourut et « Nūr al-Dīn » réclama la ville au fils de ce dernier, pour l'attribuer à un autre émir. Après « le grand tremblement de terre de 565/1170 », les murs et la citadelle seraient relevés par « Nūr ad-Dīn ».

#### Époque ayyoubide
Au « milieu de 570/début de 1175 », Homs fut prise par Saladin. Quatre ans plus tard, lorsque Saladin réorganisa le nord de la Syrie, il rendit la ville à son cousin, le fils de Chirkouh. Réinstallée à Homs, la tâche de la dynastie « Asadī » fut de contenir les Croisés de Tripoli, qui augmentaient la fréquence de leurs raids dans la région de Homs. « Ibn Jubayr », qui passa par la ville en « 580/1185 », nota le bon état des murs qui l'entouraient. En « 581/1186 », « al-Malik al-Mujāhid Asad al-Dīn Shīrkūh II » succéda à son père à Homs. En « 602/1205 », il combattit les Hospitaliers du Krak des Chevaliers, venus attaquer Homs. En « 604/1207 », il dut appeler à l'aide le prince ayyoubide d'Alep, « al-Malik al-Ẓāhir Ghāzī ». L'année suivante, « al-Malik al-Manṣūr Ibrāhīm » prit le contrôle de Homs ; il dut repousser plusieurs fois les Provençaux venus de Tripoli et les Hospitaliers venus du Crac, et afin d'assurer une meilleure défense il supervisa la maintenance des murs de la ville et restaura l'une des portes de celle-ci, « Bāb al-Masdūd ». En « 623/1126 », Homs prit part dans la querelle des princes ayyoubides, « Ibrāhīm » étant l'allié de l'« al-Malik al-Ashraf » d'Alep.
En « 640/1242 », « Ibrāhīm » avec des troupes de Homs vainquit les Khwarezmiens qui étaient venus de l'est. En « 646/1248 », l'ayyoubide d'Alep, « al-Malik al-Nāṣir », prit Homs et interrompit temporairement le contrôle de la dynastie « Asadī » sur la ville. En « ṣafar 658/février 1260 », la ville fut prise par les Mongols et « Mūsā », fils d'« Ibrāhīm », recouvra ses possessions, partant combattre aux côtés des troupes de Houlagou à la bataille d'Aïn Djalout ; après leur défaite, « Mūsā » obtint néanmoins « amān » de Qutuz et garda son poste à Homs. Peu de temps après, une armée mongole fut mise en déroute près de Homs par le prince de cette ville et le prince de Hama.

#### Époque mamelouke

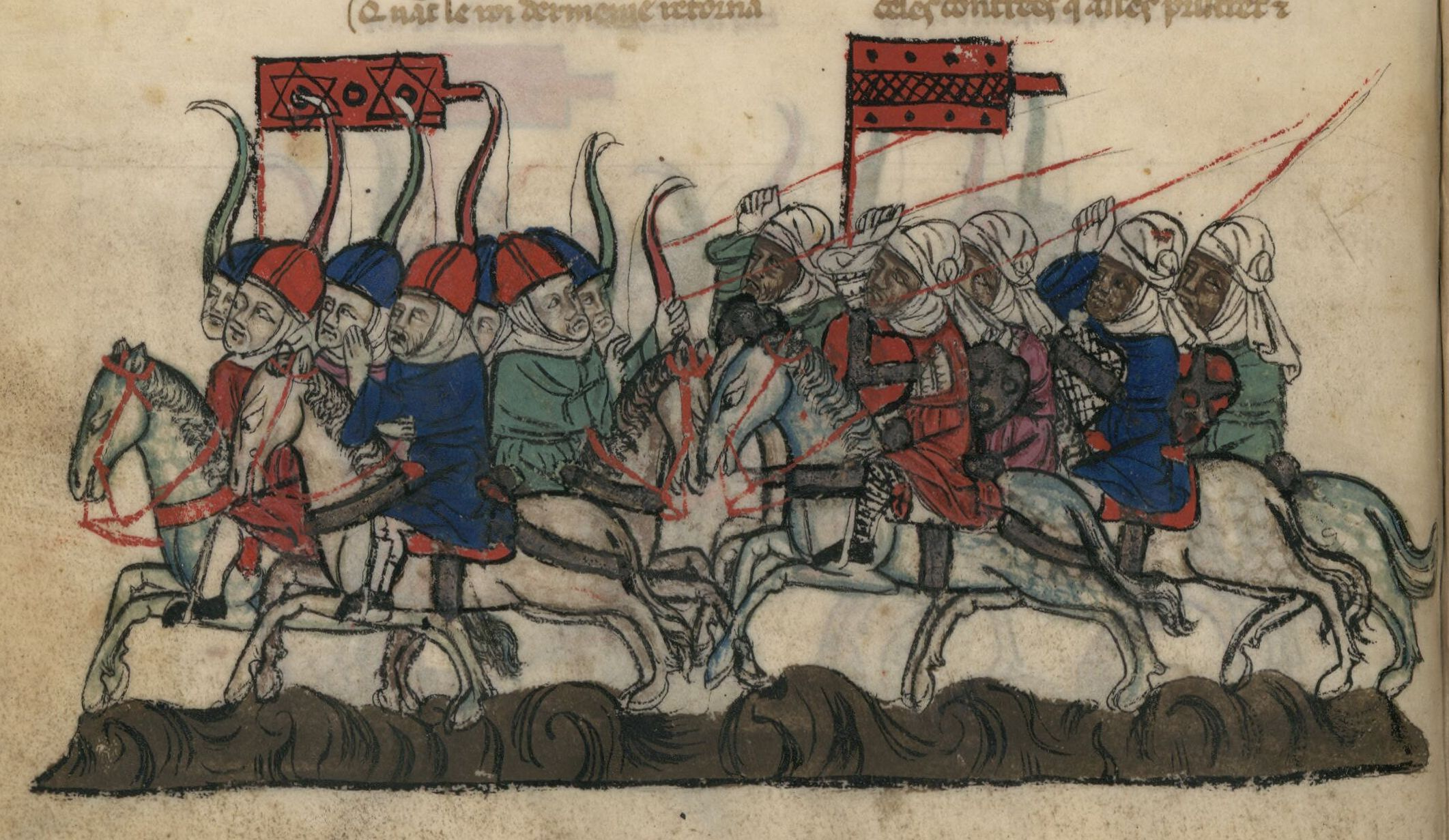
Miniature extraite d'un manuscrit de la Fleur des histoires de la terre d'Orient (BnF, NAF 886, folio no 27, verso) montrant des Mamelouks mettant en déroute des archers (en 1281, après que Mengü Temür et le roi d'Arménie eurent atteint « la cite de [H]ames [qui] est nomee la chamelle »).

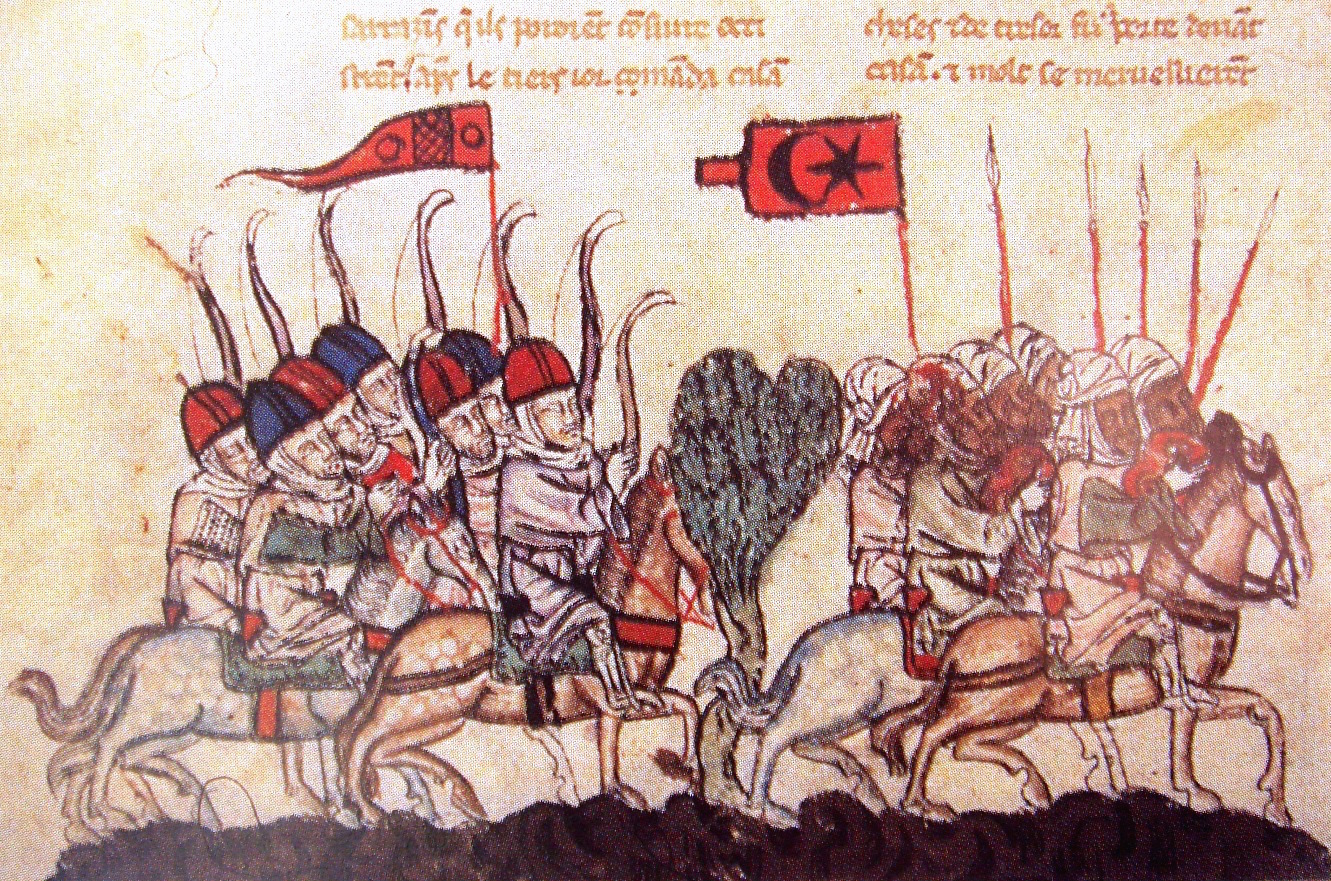
Miniature extraite du même manuscrit que ci-dessus (folio no 31, verso) montrant des archers commandés par Ghazan Khan mettant en déroute des Mamelouks (en 1299, « en les contrees d[e H]ames »).

« Baybars », venu au pouvoir au Caire en « 659/1261 », réparerait la citadelle de Homs, l'approvisionnant afin qu'elle pût résister à tout retour éventuel des Mongols. « Al-Ashraf Mūsā » mourut en 661/1262, et avec lui la dynastie « Asadī ». En 1281, Homs fut témoin d'une victoire de « Qalāwūn » contre une coalition. En 1299, Homs fut témoin d'une défaite des Mamelouks face à Ghazan Khan, qui toutefois ne resterait pas dans la région.
Ibn Battouta (XIVe siècle) trouva la ville « jolie » : « ses environs sont agréables, ses arbres touffus, ses fleuves remplis d'eau, et ses marchés fournis de larges voies de communication. Sa mosquée principale se distingue par une beauté parfaite, et elle a au milieu un réservoir d'eau. [...] Au dehors de cette ville est le tombeau de Khâlid, fils d'Alouélîd [...] ; et à côté, il y a une zâouïah et une mosquée. Sur le tombeau se voit une couverture noire. »
Selon Nikita Elisséeff, l'anarchie qui prévalut en Syrie au « IXe/XVe siècle » ne semble pas avoir arrêté la vie économique de Homs, à lire les décrets mamelouks de « 817/1414 » et « 844/1440 » qui attestent de l'importante position tenue par les tisserands dans cette ville où la laine, et spécialement la soie, avaient été travaillées depuis des siècles, rivalisant en qualité et en beauté avec les produits d'Alexandrie. Tamerlan prit Homs après qu'en « 803/1400 » il eut pris Alep, mais, après avoir pris Damas, il se retira à Ankara en 1402. Et durant le restant du XVe siècle, l'autorité des Mamelouks ayant faibli sur la contrée, Homs fut exposée aux déprédations des Bédouins. Joos van Ghistele trouva la ville mal peuplée et pauvre, et que ses murs tombaient en ruine ; cependant, « les chrétiens y avaient une belle église dédiée aux quarante martyrs », et le château était défendu par un grand nombre de tours et renfermait plusieurs belles maisons.
En « 916/1510 », la ville fut menacée par la puissante tribu de l'« Āl Faḍl b. Nuʿayr » ; le gouverneur de Damas sauva la ville, en saisissant toutefois à cette occasion un abondant butin.

### Époque moderne

#### Époque ottomane
Ainsi que l'a expliqué Cyrille Charon :

« Ce fut en 1516 que le sultan Sélim Ier, profitant de quelques griefs, réels ou supposés, qu'il avait contre le sultan mamelouk Qansou, alors qu'il désirait surtout agrandir l'empire ottoman du côté du Sud, partit de Qonieh et entra en Syrie par Aïn Tab dont il s'empara par trahison. La victoire qu'il remporta au Merj-Dâleq, au nord d'Alep, décida du sort du pays. Alep lui ouvrit ses portes, puis ce fut le tour de Hama, Homs et Damas. »

Le tissage homsiote commencerait de se trouver entravé par la concurrence étrangère sous la domination ottomane, ce que Le Boulanger a imputé au jeu des droits de douane et de certaines clauses des capitulations.
En 1579, l'eyalet de Tripoli fut créé, incorporant le sancak de Homs. D'après Stefan Winter, « ‘Ali Harfush » tint le sancakbeğlik de Homs dès au moins 1585, en échange d'une promesse de payer 100 000 florins de plus sur quatre ans si la province n'était donnée à personne d'autre durant ce temps. Les Ottomans le mirent en exil à Istanbul quelque temps plus tard, en le maintenant toutefois comme gouverneur de Homs et en faisant en sorte de lui laisser le bénéfice du doute après son retour en Syrie. Ils finirent cependant par le faire exécuter. « Musa Harfush », fils de « ‘Ali », reçut la gouvernance du district de Homs (dans l'eyalet de Tripoli) en 1592, ayant obtenu la faveur des autorités ottomanes au moins en partie grâce au fait qu'il se fût prétendu sunnite.

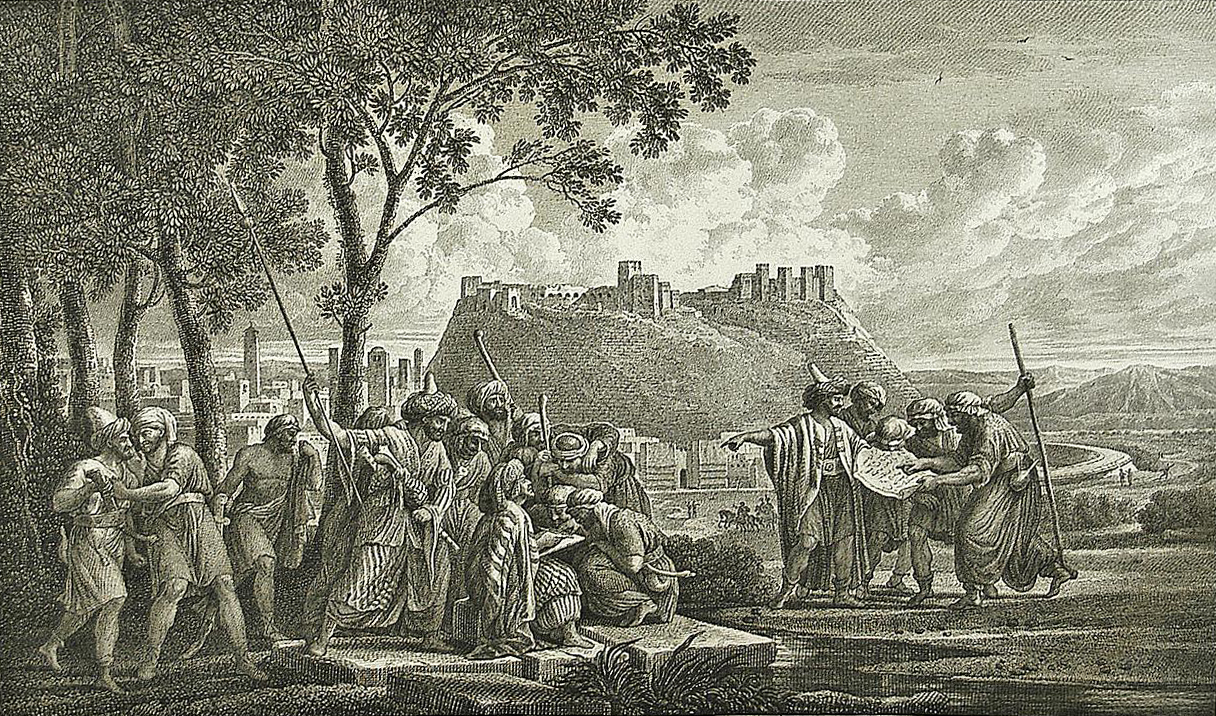
Dessin de Louis-François Cassas gravé par Simon-Charles Miger montrant en arrière-plan le château et une portion de la ville au XVIIIe siècle.

En mars 1719, la gouvernance des districts de Homs, Hama et Maarat al-Nouman fut attribuée pour sept ans à « Ismâʿîl Aghâ al-ʿAẓm », à condition qu'il repeuplât les villages et restaurât l'ordre public ; ayant fait ses preuves, il serait promu au rang de gouverneur de la province de Damas en 1725. Selon Richard Pococke, arrivé à Homs le 20 juillet 1737, la ville n'occupait qu'un quart de l'espace renfermé par les murailles : celui du nord-ouest. En 1783, 1784 ou 1785, d'après Volney, Homs n'était plus « qu'un assez gros bourg ruiné », où l'on ne comptait « pas plus de deux mille habitans » ; il y résidait « un Aga » qui tenait toute la contrée jusqu'à Palmyre, à titre de sous-ferme, « du Pacha de Damas », qui lui-même tenait cette ferme à titre d'apanage relevant immédiatement « du Sultan ».
Selon Domingo Badia y Leblich, arrivé à Homs le 3 septembre 1807, la ville était « assez considérable » (on y comptait « vingt-cinq à trente mille musulmans, et trois cents chrétiens ») et contenait :

« un grand nombre de mosquées, avec de hauts minarets déliés à la turque ; deux églises chrétiennes grecques schismatiques, et une église syrienne ; des bazars ou marchés bien fournis et très fréquentés ; des cafés non moins achalandés ; une alcaïsseria ou marché considérable pour les étoffes de soie ; un grand khan et d'autres plus petits. Les rues sont bien pavées ; les maisons, quoique construites en pierre, offrent un aspect lugubre par leur couleur noire, parce que tout est construit en basalte ou en trapp. Enfin Homs présente tous les caractères d'une grande ville.
Les habitants paroissent exercer un commerce actif. On récolte dans le pays beaucoup de grains ; mais l'huile y vient des côtes, et le riz de l'Égypte. Les vivres et l'eau sont bons ; le pain a la forme des gâteaux arabes. L'eau qu'on y boit vient d'une fontaine : celle des puits n'est pas potable. [...] [Les eaux de l'Oronte] alimentent un grand nombre de canaux qui servent à l'arrosement des jardins de la ville.
[...]
[...] Aussi depuis quinze ans la peste n'y a pas exercé ses ravages ; pendant que ce fléau désoloit naguère la ville d'Alep, les habitants de Homs n'en ont pas été atteints, malgré l'activité de leur commerce avec ceux d'Alep, et leur défaut de précaution pour éviter la contagion. »

En 1831, « Méhémet-Ali ambitionnait la possession de la Syrie, qui semblait indispensable à l'Égypte et où depuis longtemps l'autorité du sultan était presque ouvertement méconnue. »

« Son fils, Ibrahim-pacha, pénétra en Syrie, battit les troupes impériales à Homs et à Koniah et obtint que la Syrie, la Palestine et l'Arabie occidentale seraient réunies à son gouvernement d'Égypte. C'était l'indépendance en expectative. En effet, en 1838, il demanda que ces provinces lui fussent cédées à titre héréditaire. Cette demande fut, comme cela devait être, fort mal accueillie à Constantinople. Une nouvelle guerre éclata entre le suzerain et son représentant au Caire et à Damas. Ibrahim-pacha, vainqueur à Nézib, marchait vers le Bosphore lorsque l'Europe intervint et l'obligea d'abandonner ses conquêtes. L'Égypte seule fut laissée à Méhémet-Ali qui renonça à la Syrie et à l'Arabie, ne conservant que la péninsule du Sinaï et une petite partie de l'Hedjaz du nord, sur le littoral de la mer Rouge. »

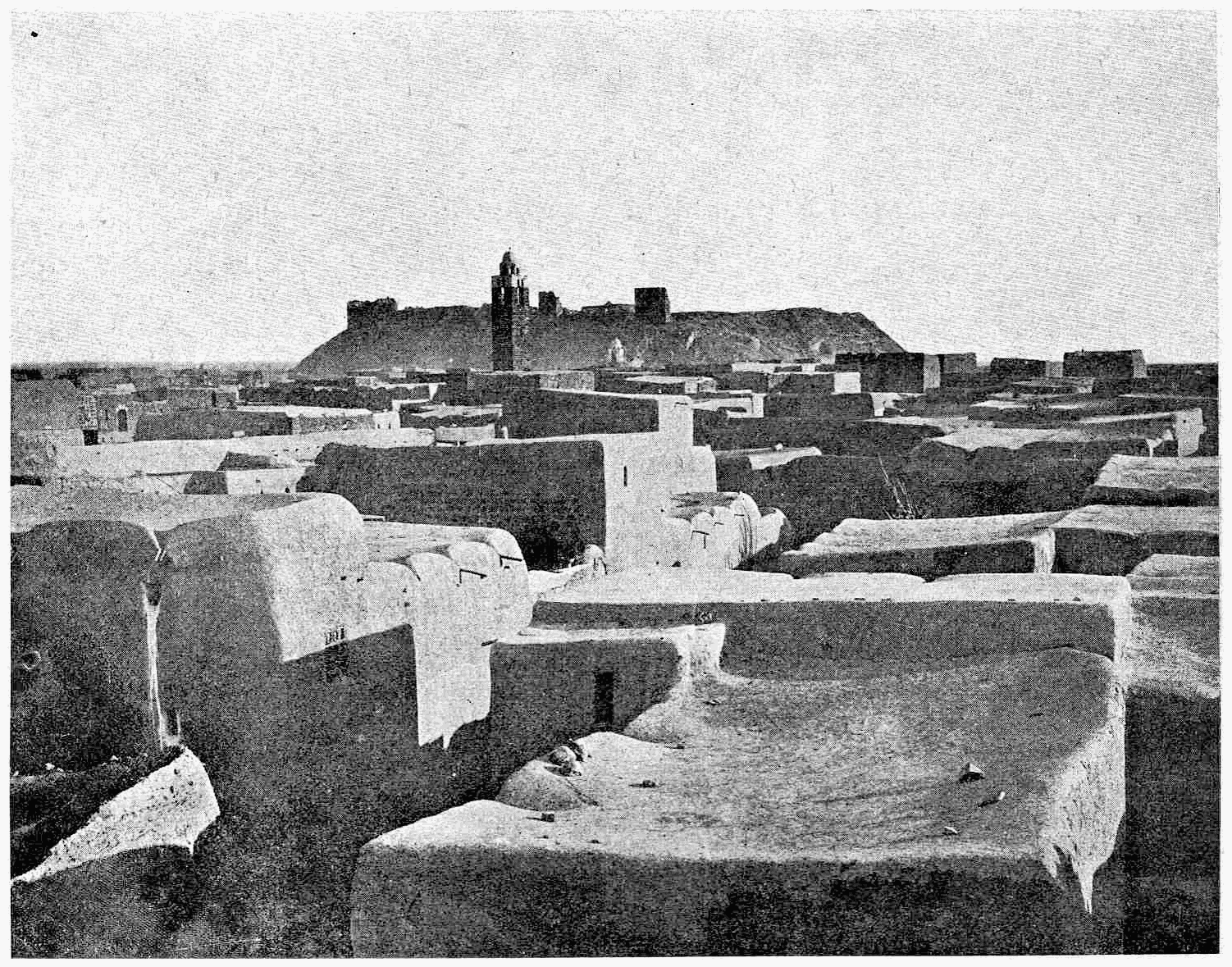
La citadelle et la ville de Homs à la fin du XIXe siècle.

Au printemps de 1860, d'après Philippe d'Orléans, les cheiks des Bédouins Anazé occupaient la plaine de Homs et rançonnaient cette ville. En 1867, Homs fut rattachée à un liwa dont Hama était le chef-lieu.
Le 17 août 1902 fut inauguré le tronçon de ligne ferroviaire Rayak-Homs-Hama, construit en deux ans par la Société ottomane du chemin de fer de Damas-Hama et prolongements,,. La voie normale Homs-Tripoli fut construite en 1909 sans garantie gouvernementale.
En 1914, Homs était « divisé entre trois influences [missionnaires] : la moscovite, l'américaine et la française. »
Selon Le Boulanger, « avant la guerre », 30 000 ouvriers (la moitié de la population), exploitant 4 000 métiers, étaient employés au tissage de la soie, « en la mélangeant à du coton ou, encore, en agrémentant les étoffes d'or et d'argent » ; « leurs produits étaient importés en Anatolie, à Smyrne et Constantinople, en Roumélie ». Le nombre de métiers serait réduit à 1 000 en 1922, par la suite, selon Le Boulanger, de la fermeture de ces marchés.

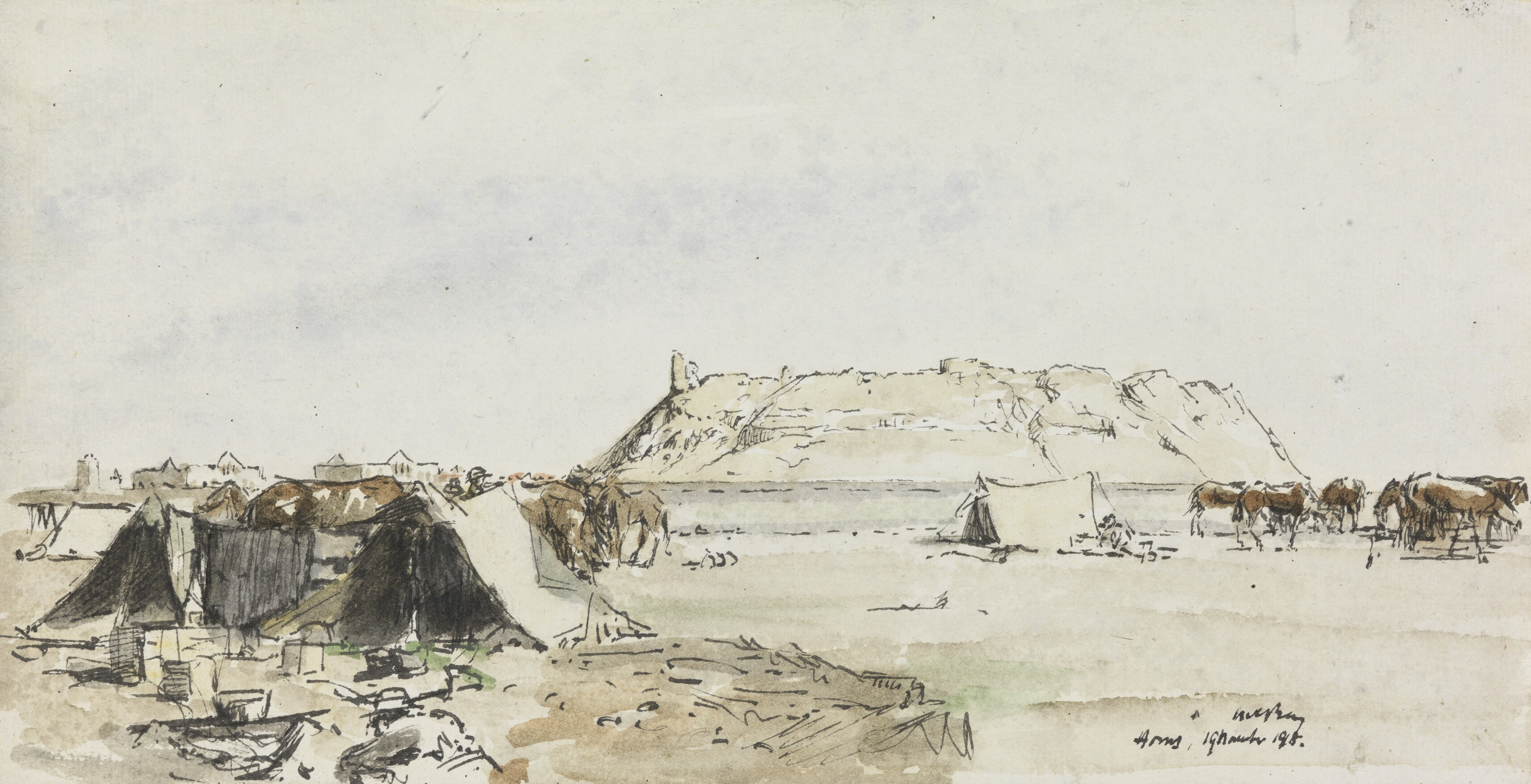
La citadelle (avec des bâtiments de la ville à gauche) en arrière-plan d'un camp de lAustralian Light Horse le 19 novembre 1918 (James McBey).

Le 16 octobre 1918, à 16 heures 30, la 5e division de cavalerie anglo-indienne était entrée à Homs, sans rencontrer d'opposition ; « la cavalerie turque avait évacué la ville dans la matinée et s'était retirée vers Er Rastan ».

#### Le mandat français

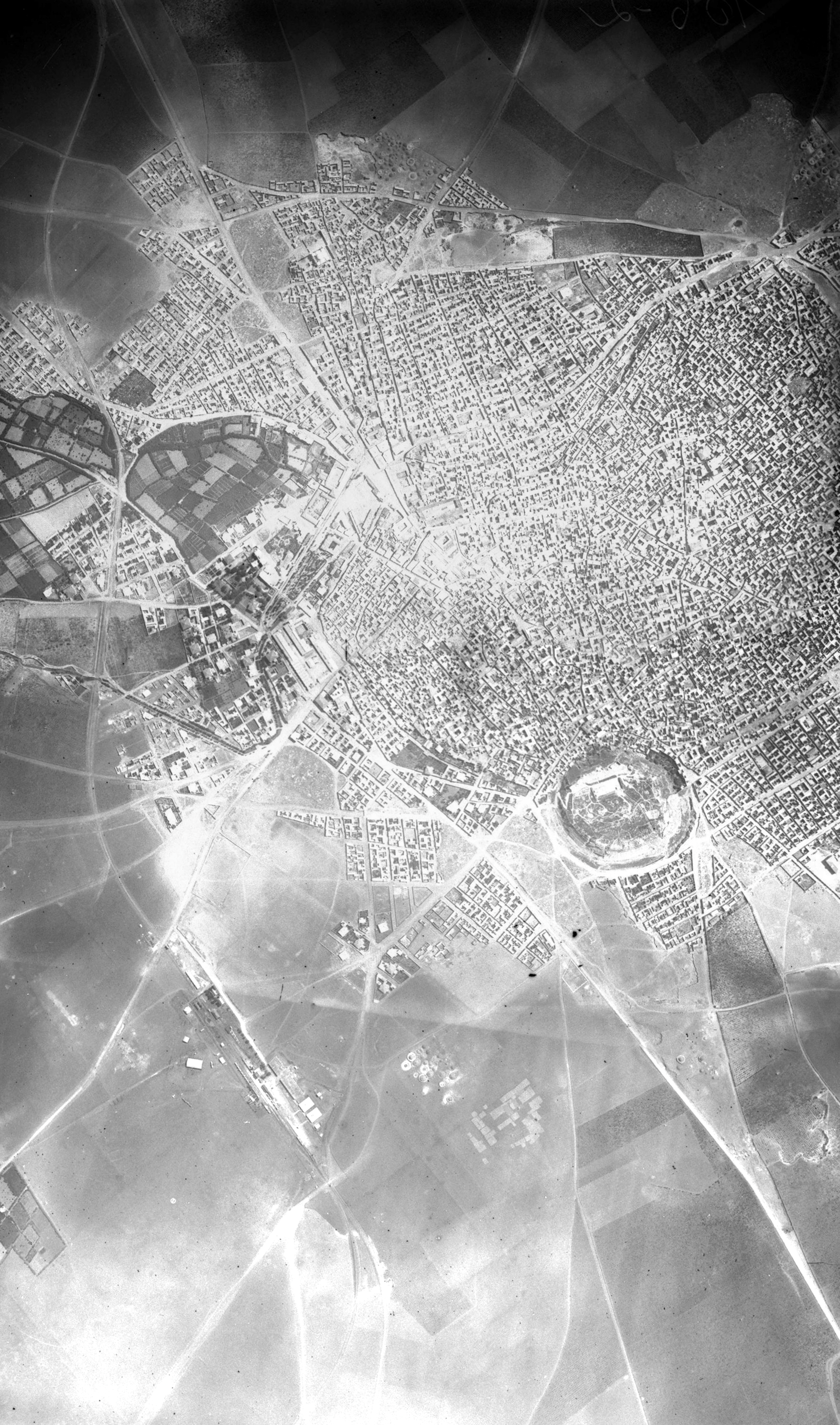
Vue aérienne de la ville en 1930.

La ville fut incluse en 1920 dans l'État de Damas. En 1921, le service des transmissions entreprit la construction d'un circuit téléphonique entre Tripoli et Homs. En 1922, l'effort se continua par la construction d'un circuit Homs-Alep-Alexandrette. Le 28 juin de la même année fut constituée la Fédération syrienne, comprenant les États d'Alep, de Damas et des Alaouites ; on a pensé faire de Homs la capitale de la Fédération syrienne, mais « peu de choses subsistent de ce projet » : « la première et seule réalisation » a été « une prison fédérale transformée, plus tard, en école militaire. »
Le 1er janvier 1925, l'État de Damas fusionna avec l'État d'Alep pour former l'État de Syrie. Des « troubles » éclatèrent dans les premiers mois de 1926 dans l'Anti-Liban : « des bandes qui s'y sont réfugiées coupent les voies ferrées d'Alep et de Damas. / Pour les combattre et les disperser, une colonne, sous les ordres du général Marty, est formée le 11 mars, à Homs. La 3e batterie et une section de la 6e y prennent part. Elle entre à Nebeck le 14 mars et fait sa jonction à Kuteifé avec la colonne Massiet, partie de Damas. Les deux colonnes rentrent ensuite à Damas après avoir défait les rebelles dans un dur combat à Maraba et Berzé. » La colonne Marty opérerait, dans la suite, dans les environs de Homs et dans le massif de l'Akroum ; en juillet 1926, un groupe d'hommes projetait de détruire les voies ferrées Homs-Tripoli et Homs-Rayak.
Comme l'a expliqué Thierry Boissière, dans « les années 1930-40 », les jardins urbains de Homs et de Hama étaient partagés entre trois grandes catégories de propriétaires :

« les grands notables, minorité connue représentant l'élite traditionnelle dominant la société citadine à cette époque ; les citadins aisés, notables de second rang et grands commerçants ; les « gens du souk », petits commerçants et artisans, constituant la grande majorité des propriétaires. Il convient de rajouter une quatrième catégorie, mais concernant Homs seulement, formée par quelques lignages de jardiniers, propriétaires d'une partie de leurs exploitations. »

D'après Thierry Boissière, les années 1940 ont été la dernière décennie durant laquelle les jardins urbains occupaient encore une place prépondérante dans l'économie de ces deux villes,

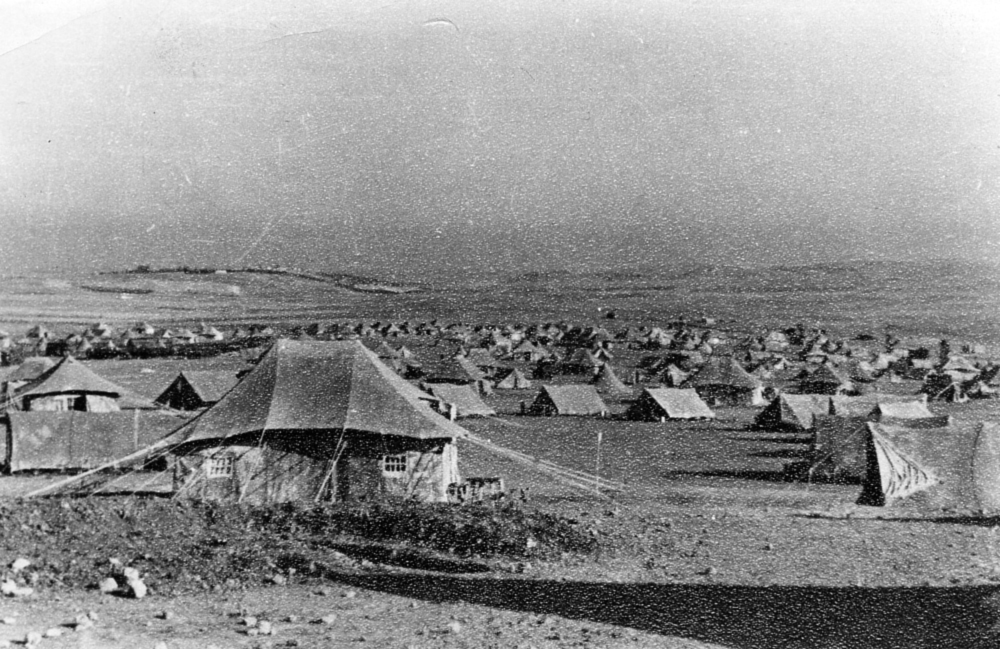
Le « camp de Homs » de la brigade indépendante de chasseurs des Carpates, le 5 juin 1940.

« permettant ainsi aux deux villes de disposer d'une réelle autonomie alimentaire et d'une certaine indépendance dans la gestion de leur approvisionnement quotidien. Par la suite, la croissance urbaine et démographique, l'exode rural (surtout à Homs), l'augmentation de la demande alimentaire et le développement industriel mais aussi agricole de la région, avec la création de grands périmètres irrigués, contribuèrent à marginaliser économiquement et socialement ces traditionnels lieux de productions agricoles. »

#### Seconde Guerre mondiale
Le 1er octobre 1939, la Deuxième Guerre mondiale ayant commencé, le 6e régiment étranger d'infanterie fut créé à Homs. Sur ordre du général Sikorski, la brigade indépendante de chasseurs des Carpates fut formée à Homs le 2 avril 1940 et placée sous le commandement de Stanisław Kopański.
Ainsi que l'a expliqué Stéphane Malsagne, des « grèves et manifestations contre la politique de l'administration de Vichy » furent organisées dès la fin du mois de février 1941 « à Damas, Alep et Homs à l'initiative de Chukri Kouatly, et soutenues par de jeunes nationalistes arabes », finissant par gagner le Liban en mars, dont l'origine était « une « crise du pain » née des privilèges accordés à 30 000 familles nouvellement arrivées de France pour rejoindre les organes administratifs et militaires du Mandat ». Selon André Laffargue, les boutiques fermèrent à Homs le 7 mars, et une échauffourée fit 3 morts à Homs le 14.
« Les cours de l'école militaire d'Homs furent interrompus en août 1941 sur ordre du général Dentz en raison des événements » (les Alliés avaient remporté la campagne de Syrie) ; ils reprendraient « sur ordre du général de Gaulle en septembre 1942 ». Un défilé « des élèves de l'école militaire d'Homs » eut lieu le 1er avril 1944.
D'après Grégoire Madjarian, le 8 mai 1945, « dans plusieurs villes de Syrie (Alep, Homs, Hama, Damas), le jour même de la reddition allemande et de l'insurrection algérienne du Constantinois, des attaques avaient lieu contre les garnisons françaises ». Selon Pierre Gerbet, le 27 mai 1945, un convoi militaire français fut attaqué et détruit à Homs. « Le 28, tous les postes français en Syrie sont harcelés, notamment par la gendarmerie équipée d'armes » dont Churchill reconnaîtrait la fourniture par le Royaume-Uni. Ainsi que l'a expliqué Grégoire Madjarian, le 3 mai 1946, « Londres annonça le retrait de ses troupes avant la fin de l'année ; elles quittèrent les territoires du Levant le 30 juin 1946, suivies le 31 août par les troupes françaises. »

#### Époque de la Syrie indépendante: 1946
En 1949, à Homs, la première usine syrienne construite après la guerre était entrée en production, censée être divisée en quatre unités : une de sucre, une de glucose et d'amidon, une d'alcool à partir de résidu de sucre, et une d'huile et de « végétaline ». La même année avait été ouvert un camp de réfugiés palestiniens.
Comme l'a expliqué Vanessa Guéno, les années cinquante furent une « période de déséquilibre politique notoire » « marquée par trois coups d'État successifs et par la mise en place d'une dictature militaire sous le joug d'Adīb Shishaklī qui considérait Homs comme une ville frondeuse ». En 1950, le nombre des métiers à tisser fonctionnant à Homs était réduit à 750. En 1954, on recensa la Société anonyme « d'Électricité Homs-Hama » (fondée en 1928 au capital de 750 000 livres syriennes) comme ayant son siège à Homs, et la Société anonyme du sucre et des produits agricoles et la Société anonyme des teintureries techniques (fondées en 1946 aux capitaux respectifs de 12 millions et 5 millions de livres syriennes), siégeant à Damas et Alep respectivement, comme étant implantées à Homs.
Le 15 juin 1959 fut achevée la construction de la raffinerie de pétrole de Homs, d'une capacité d'un million de tonnes par an, par la firme tchécoslovaque Techno-Export.

La ville de Homs photographiée en 1965 par Jan-Henk Kleijn (Nationaal Museum van Wereldculturen)
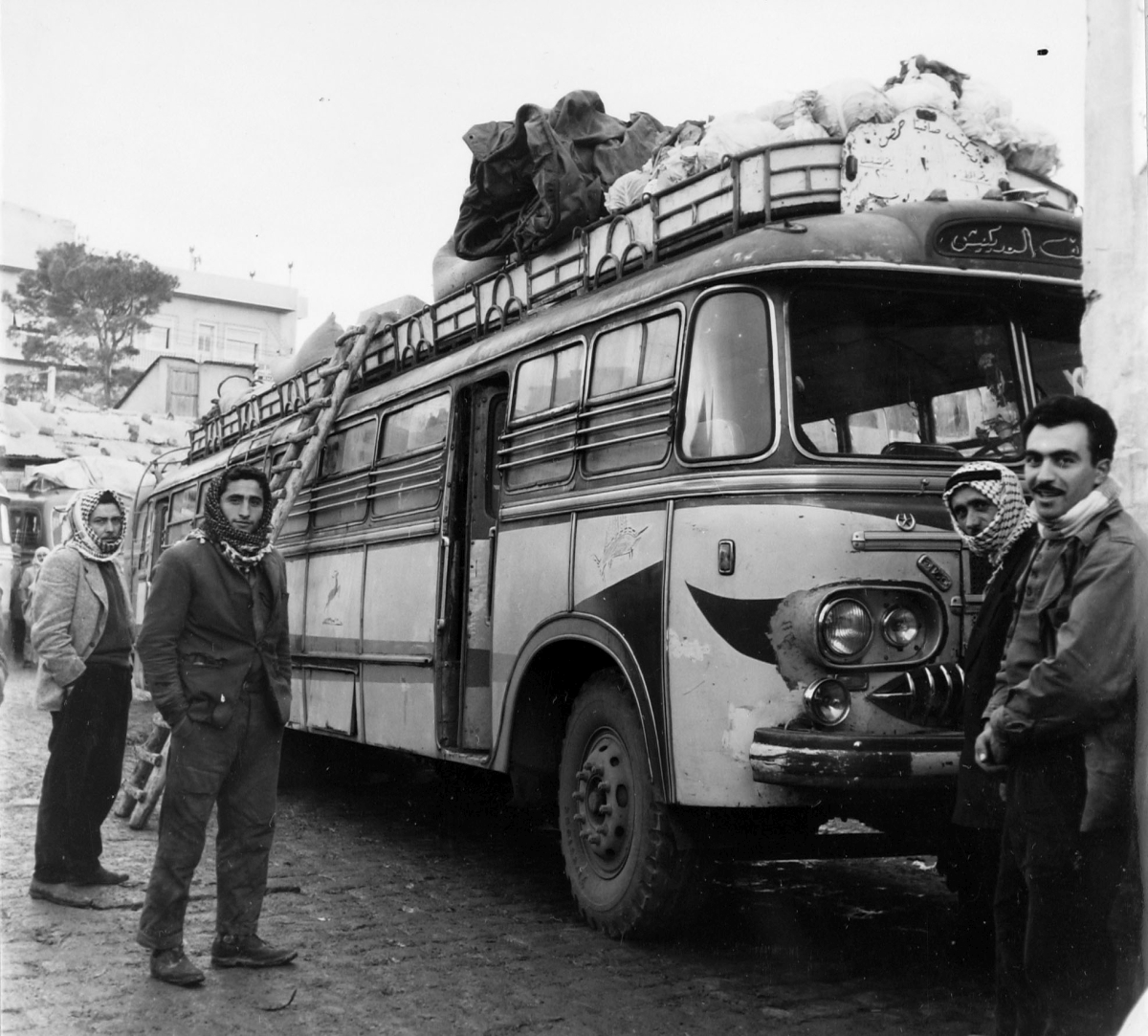
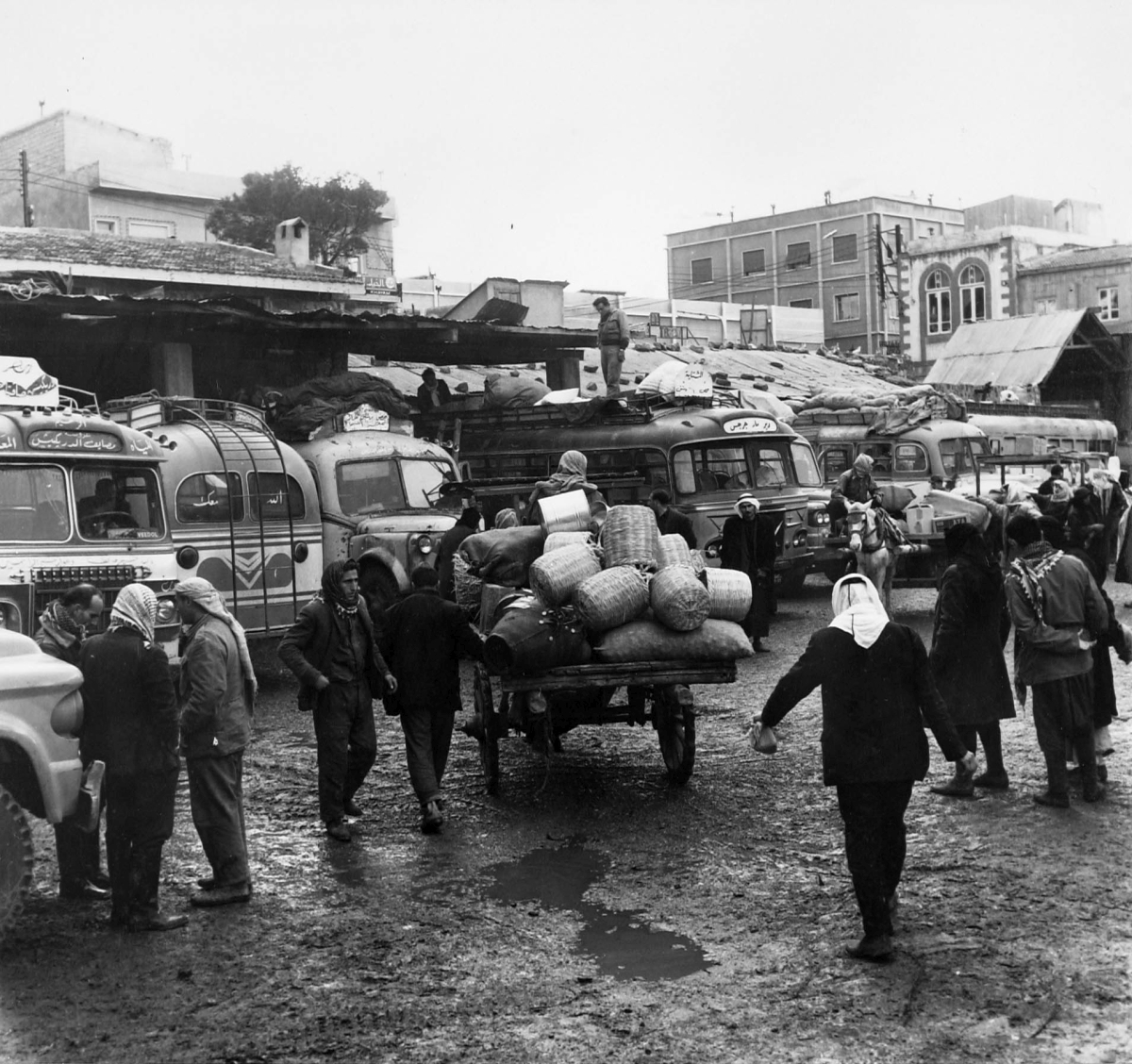
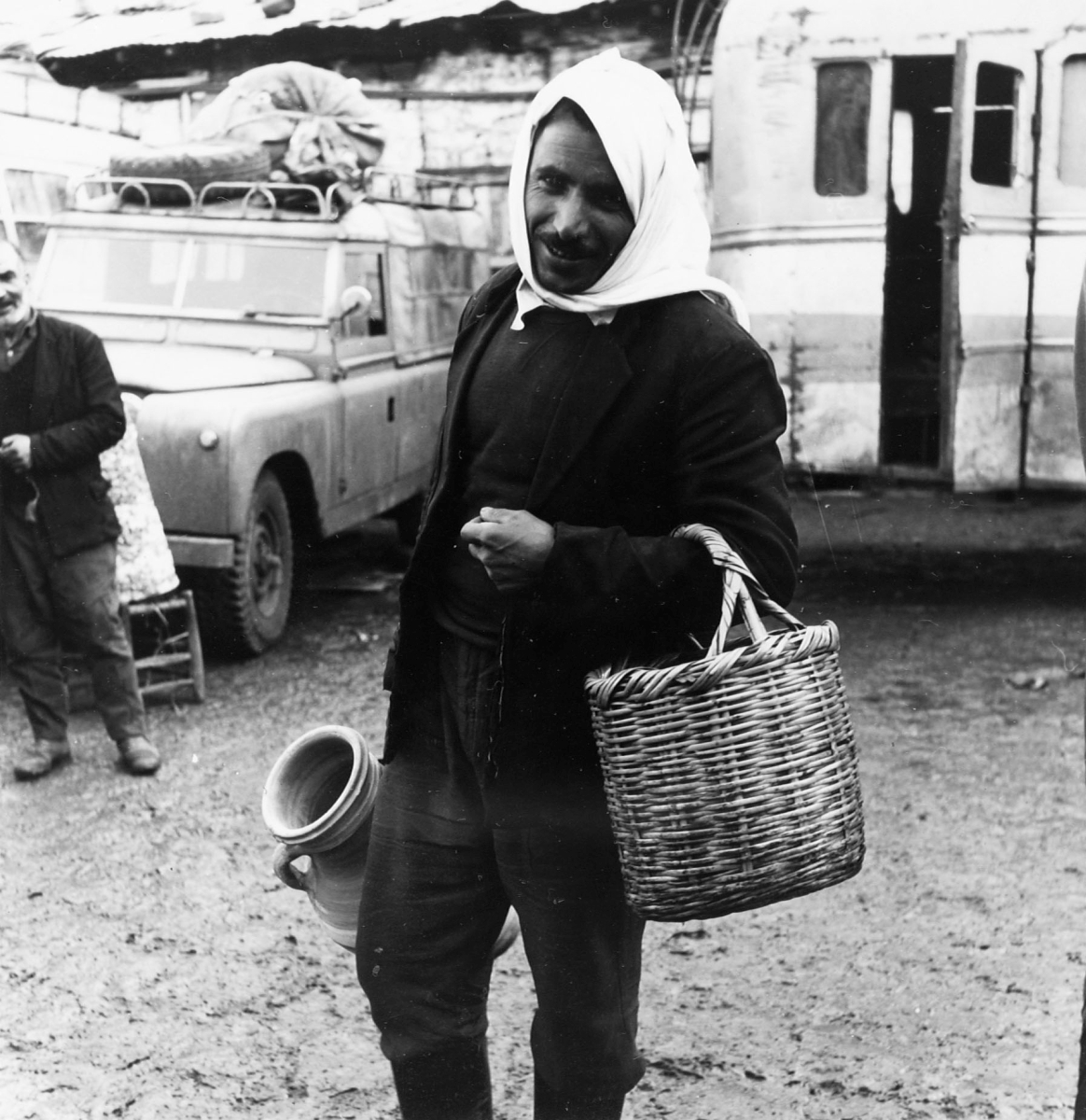
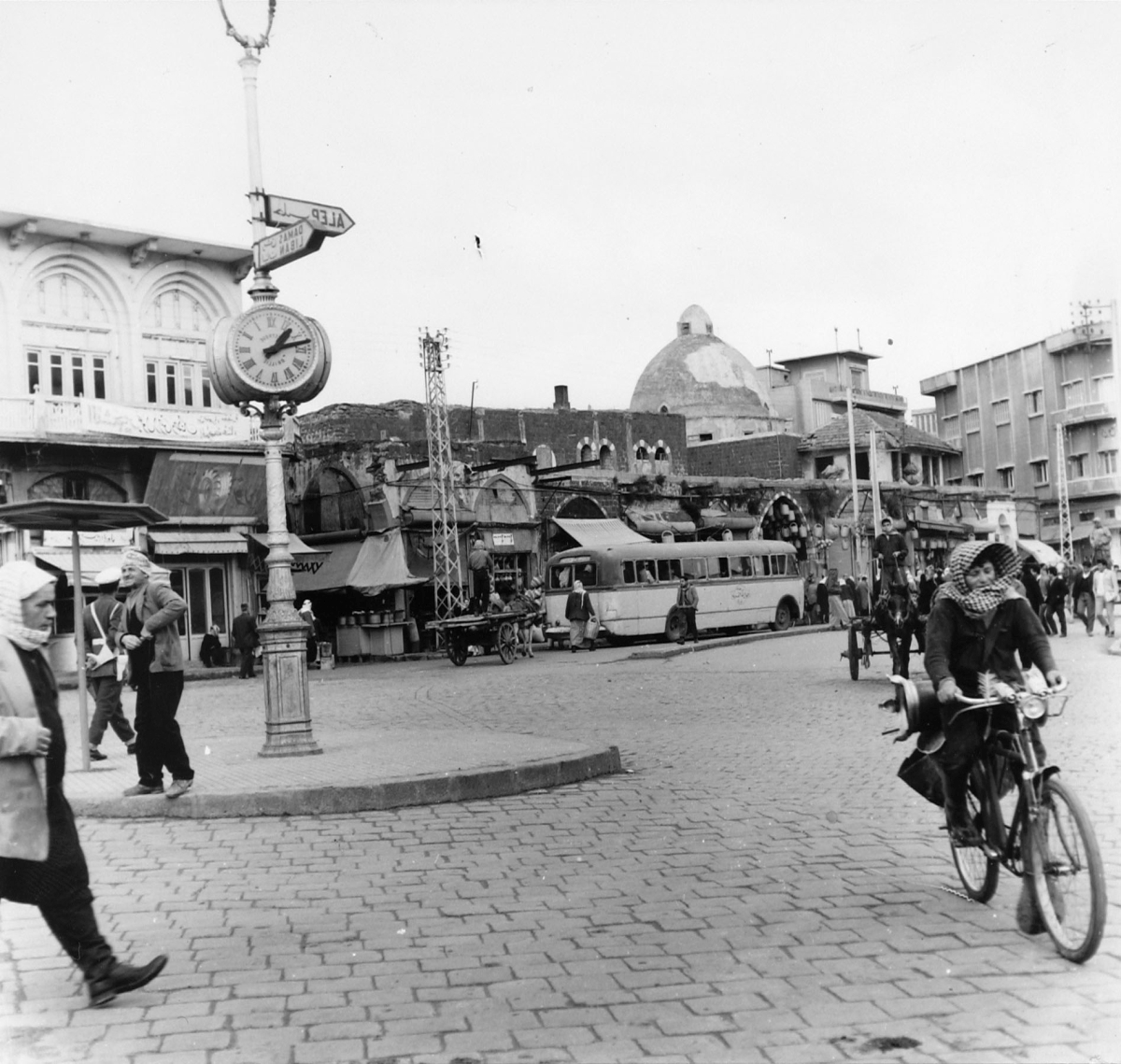
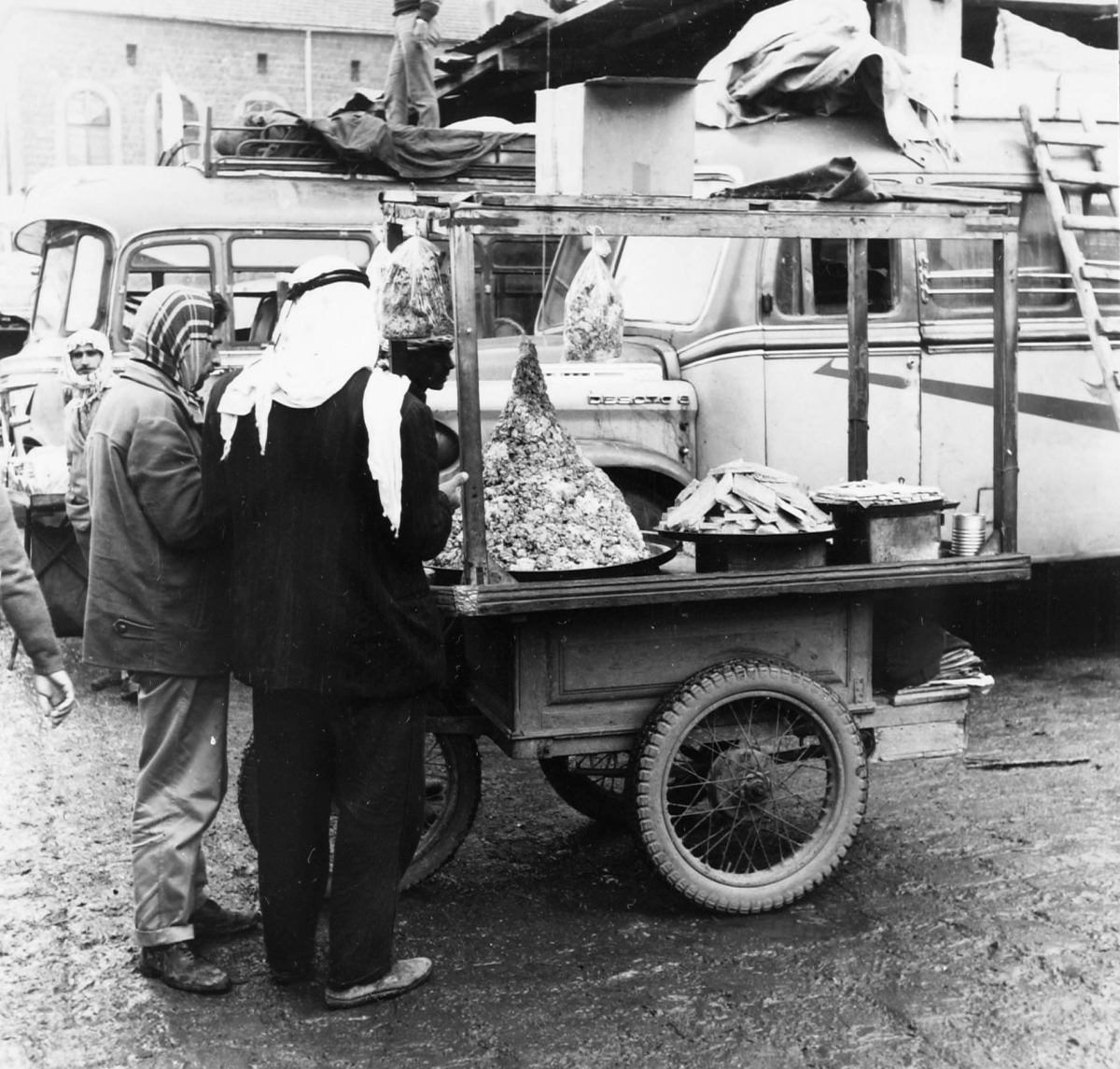
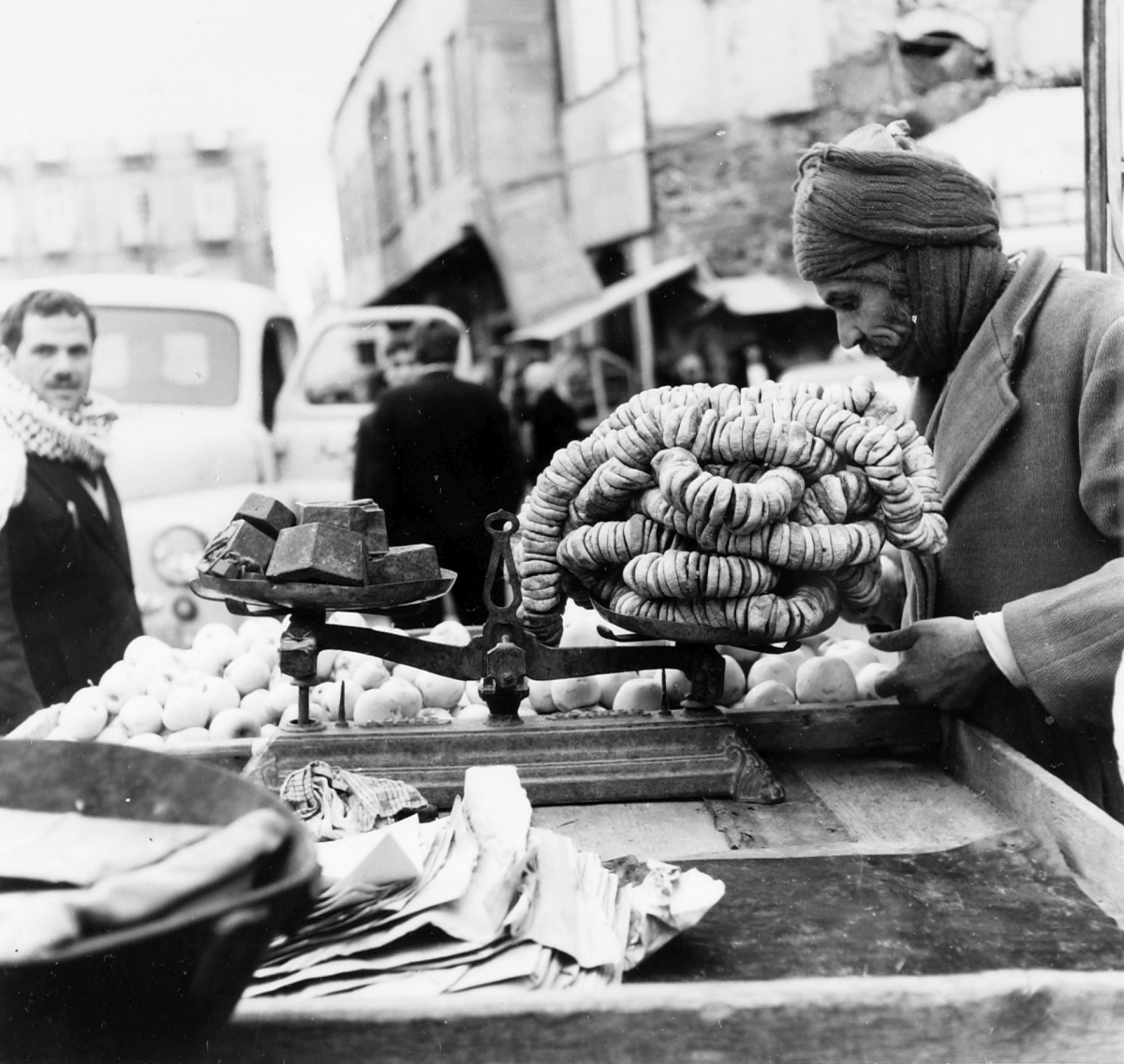

En mars 1968 fut mis en fonctionnement l'oléoduc Karatchouk-Homs-Tartous, long de 650 kilomètres, permettant « de fournir à la raffinerie de Homs du pétrole brut syrien au lieu du brut irakien. » En 1973, au cours de la guerre du Kippour, l'aviation israélienne bombarda la raffinerie.

#### Guerre civile syrienne
Lors du soulèvement populaire du printemps arabe en Syrie au début 2011, les manifestations gagnent Homs, elles sont réprimées dans le sang par le régime syrien, et la ville de Homs est rapidement surnommée « capitale de la Révolution ». Selon Frédéric Pichon, aux « premières semaines » de la guerre civile syrienne, Homs était un carrefour contrebandier notamment pour la drogue et les armes et connaissait une criminalité importante. À partir de février 2012, l'armée syrienne fait le siège de Homs, qu'elle reprit en 2014, après deux ans de siège et de bombardements.

## Démographie
|                                 | XIIe siècle | 1783, 1784 ou 1785 | 1840   | 1903   | 1940    | 1975    | 1981    | 2017    |
| Population (nombre d'habitants) | 7 000       | 2 000              | 15 000 | 51 158 | 100 000 | 252 695 | 346 800 | 775 404 |

|                                  | 1945   | 1970  |
| Densité (nombre d'habitants/km2) | 23 200 | 5 045 |

## Économie

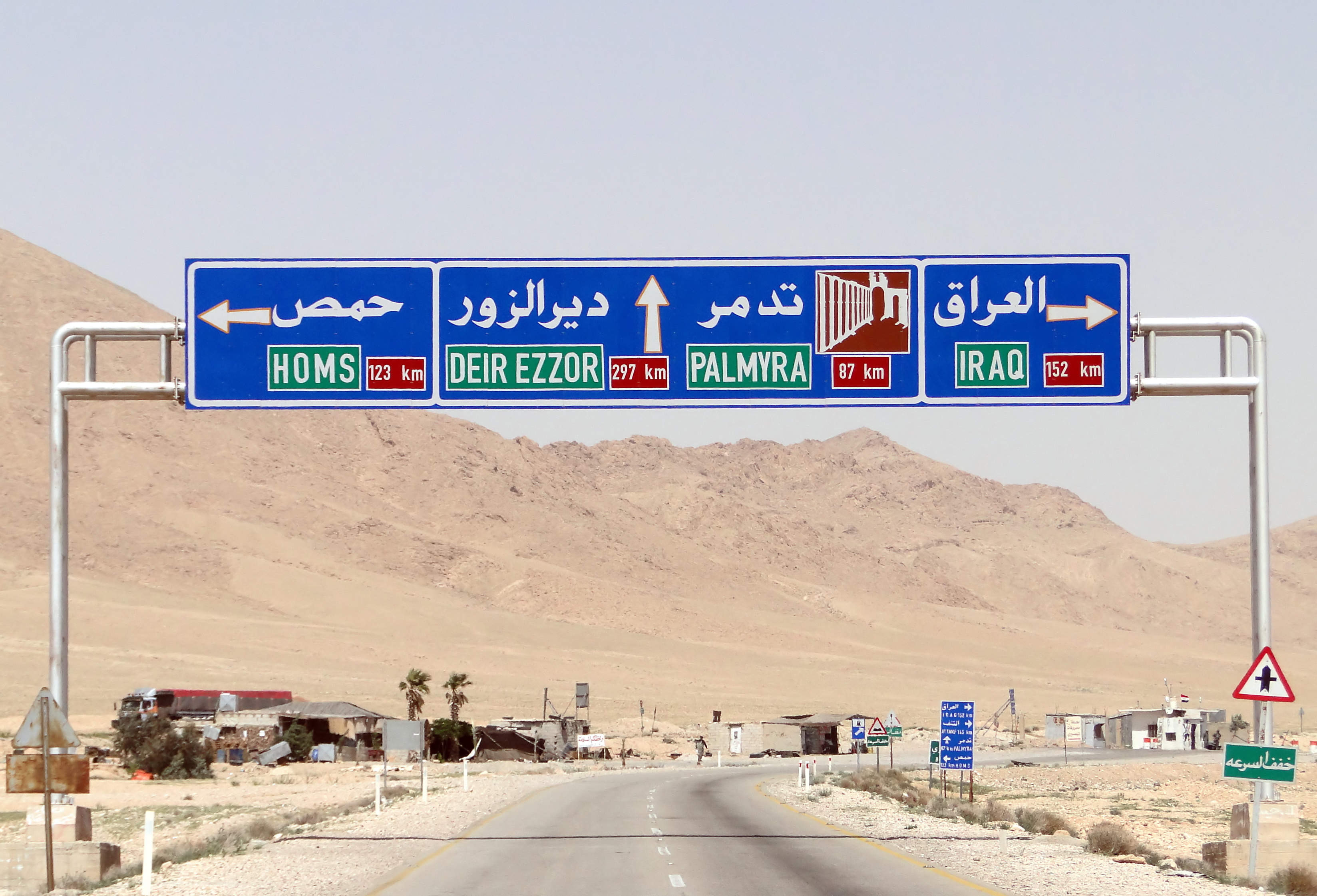
Panneau d'autoroute.

Homs est un centre agricole important. Elle constitue un point de marché pour les agriculteurs du district et même du Liban. Homs est également le lieu de plusieurs grandes industries lourdes comme la raffinerie de pétrole de l'ouest de la ville. Une croissance du secteur industriel privé s'est produite au cours de la dernière décennie et de nombreuses petites et moyennes entreprises occupent les zones industrielles du nord-ouest et le sud de la ville. Une nouvelle sucrerie est en cours de construction par une société brésilienne, et une usine automobile est en cours de construction par l'Iran Khodro. Aussi une nouvelle usine de phosphate et de raffinage du pétrole sont en cours de construction à l'Est de la ville. Le secteur des services est faible, mais croissant. Cependant, ce qui joue en faveur de la ville est sa situation géographique, comme étant au centre du complexe routier syrien. En effet, toutes les marchandises allant de la Méditerranée vers l'Irak, passent par la ville.
De plus en plus de supermarchés et centres commerciaux apparaissent, comme TransMall sur l'autoroute de Damas.

## Patrimoine
| \| 200 m1:28 000 1 2 3 4 5 6 7 8 9 10 11 12 \| 1. cathédrale Notre-Dame-à-la-Ceinture ; 2. cathédrale Notre-Dame-de-la-Paix ; 3. cathédrale des Quarante-Martyrs ; 4. cathédrale du Saint-Esprit ; 5. citadelle de Homs ; 6. église Saint-Élian ; 7. grande mosquée al-Nouri ; 8. mosquée Al-Atassi ; 9. mosquée Khalid ibn al-Walid ; 10. musée de Homs ; 11. Nouvelle Horloge ; 12. palais Zahraoui. |
| 200 m1:28 000 1 2 3 4 5 6 7 8 9 10 11 12 |

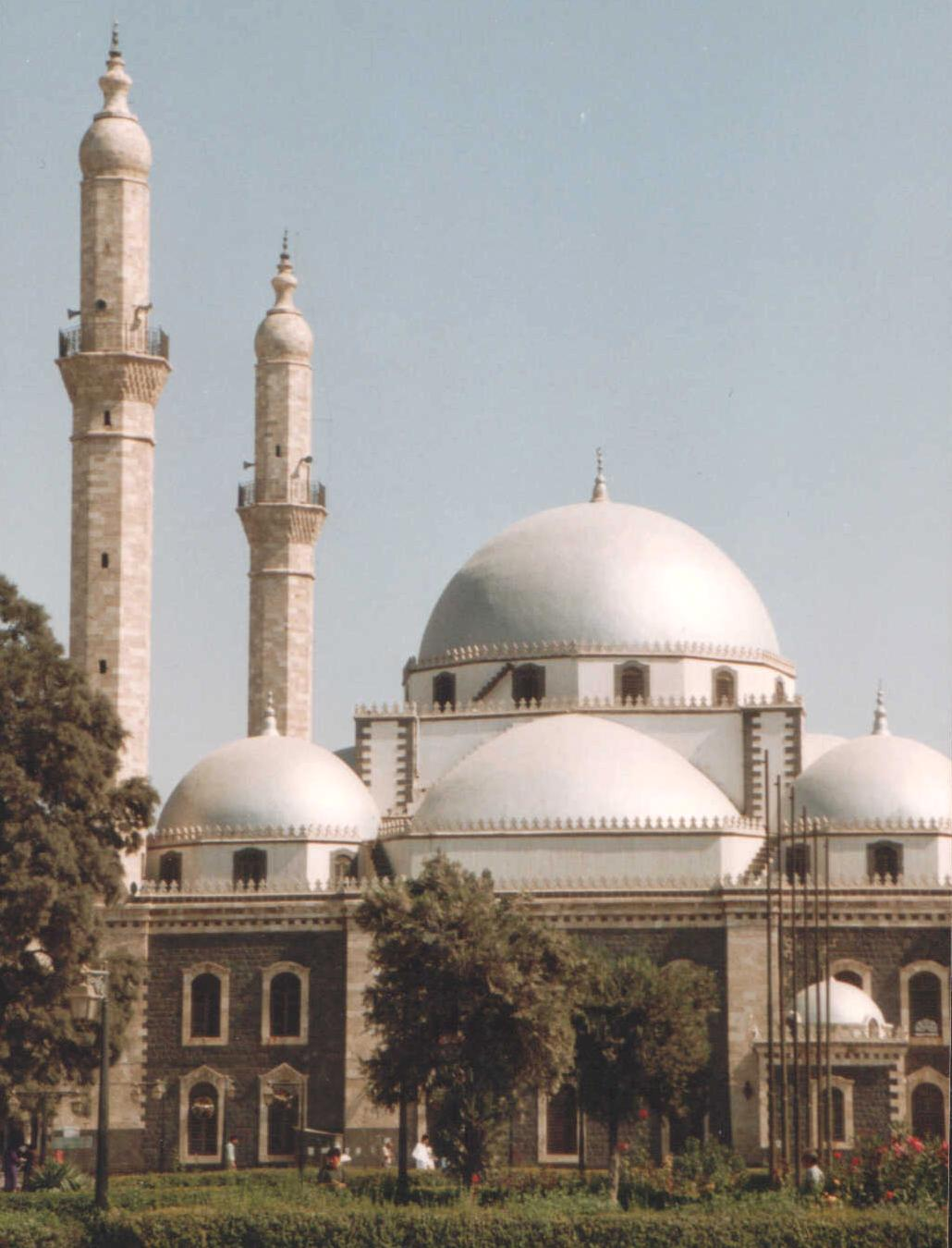
La mosquée Khalid ibn al-Walid (9).
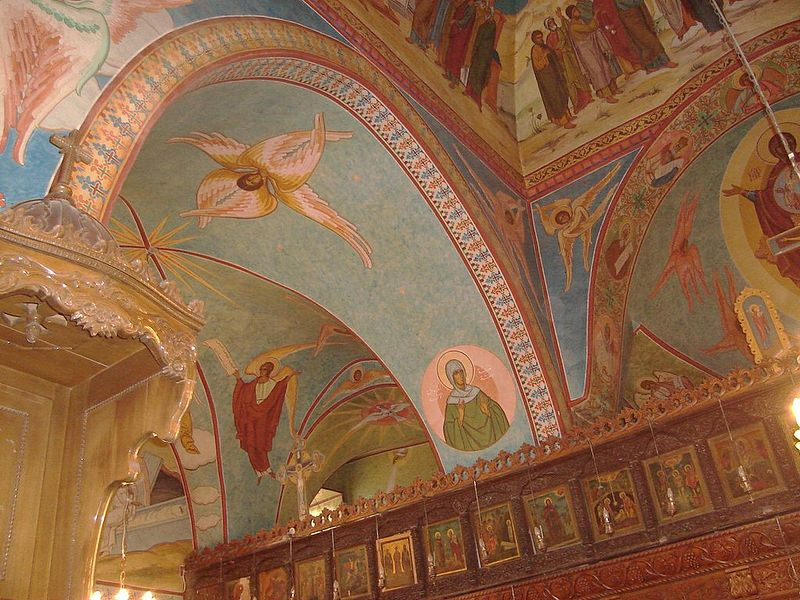
L'intérieur de l'église Saint-Élian (6).
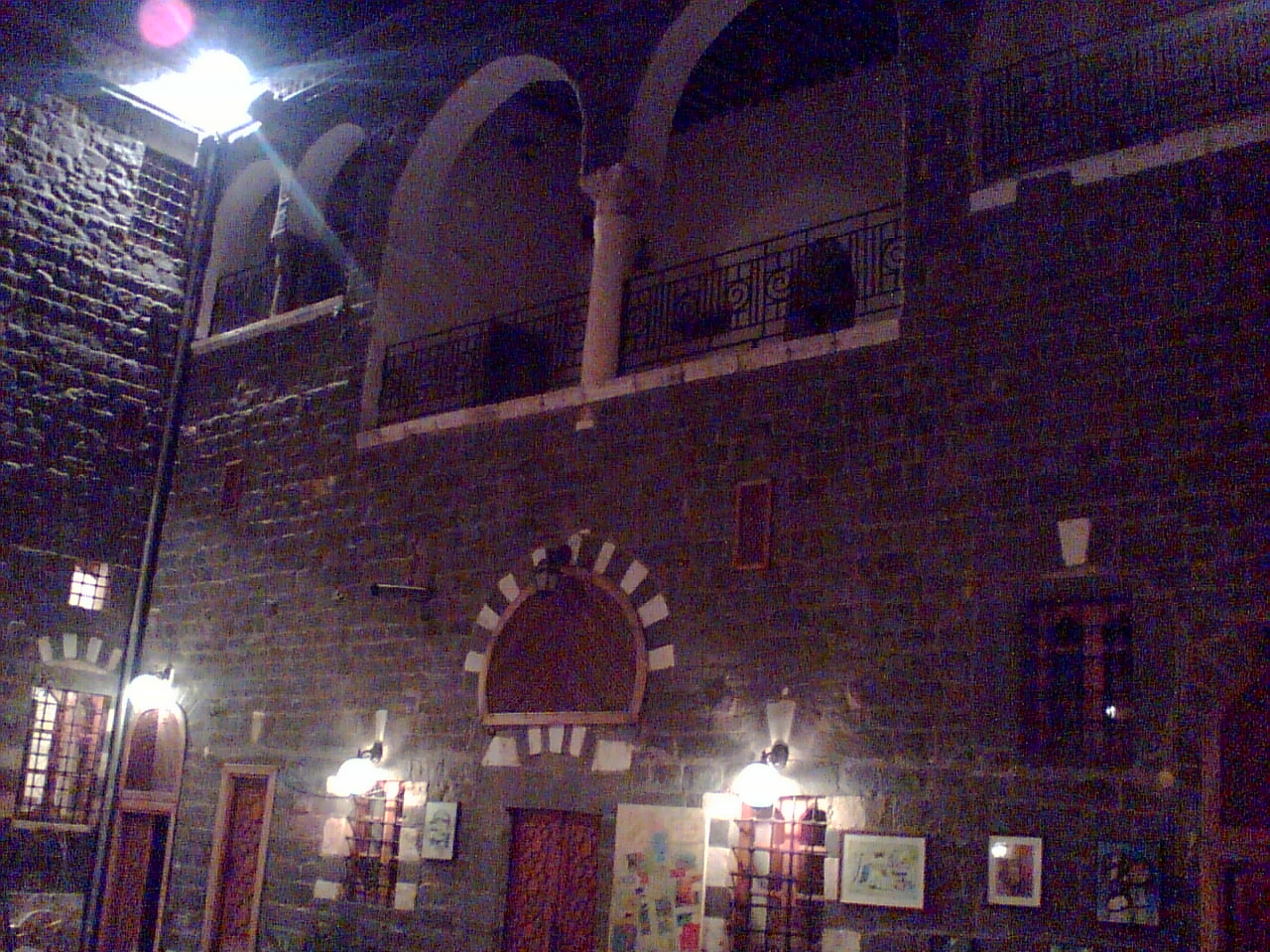
Le palais Zahraoui (musée des arts et traditions populaires de Homs) (12).
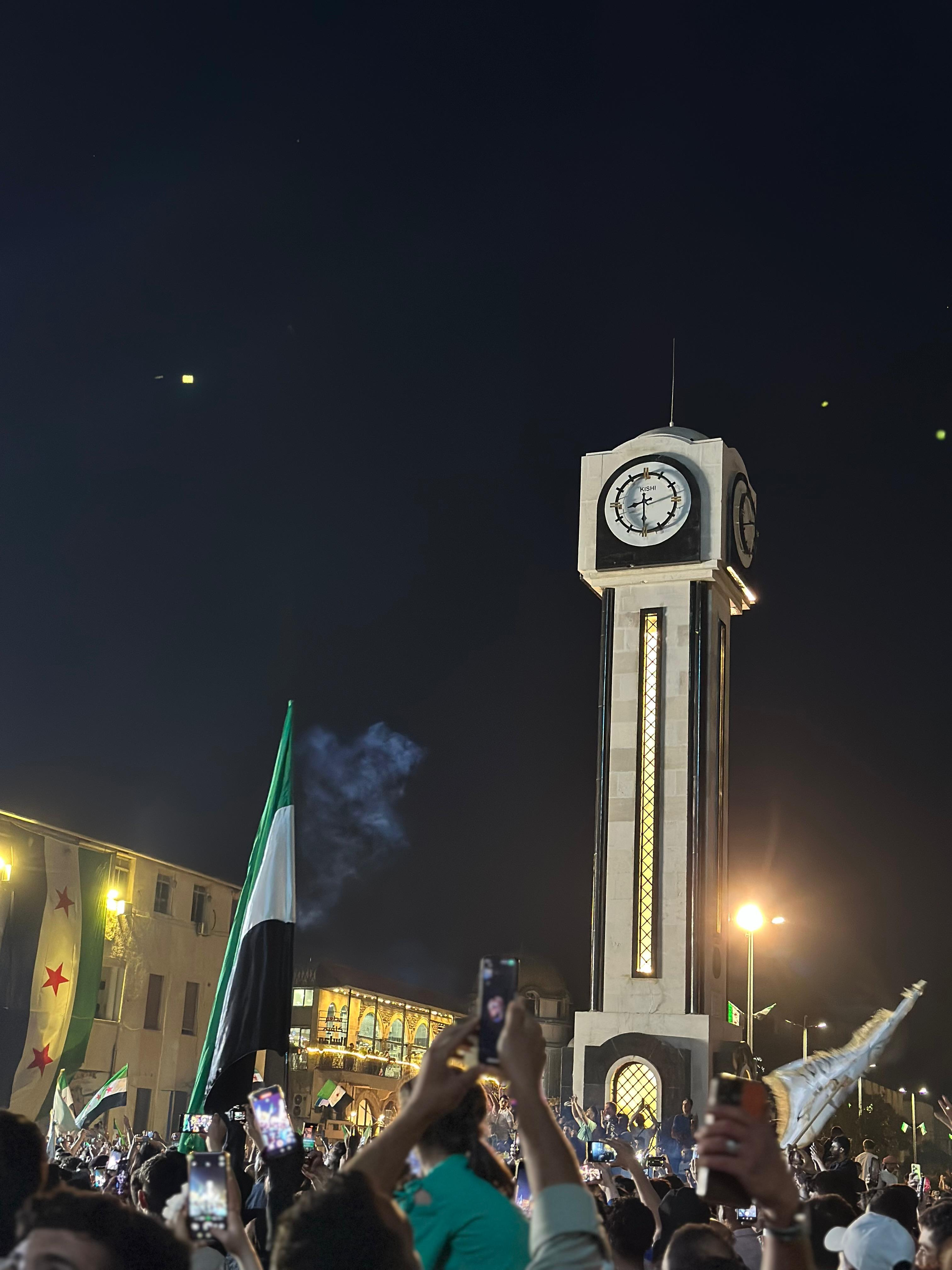
La Nouvelle Horloge (11).

Le palais construit par Abdel Hamid Droubi (président de la municipalité en 1899) fut détruit dans les années 1980. Les restes du mausolée d'Émèse qui, au XVIIIe siècle, se trouvait encore « à 400 pas de la ville [de Homs], en tirant du côté de l'ouest », furent détruits à la dynamite vers 1911, pour faire place à un dépôt de pétrole.

## Transports

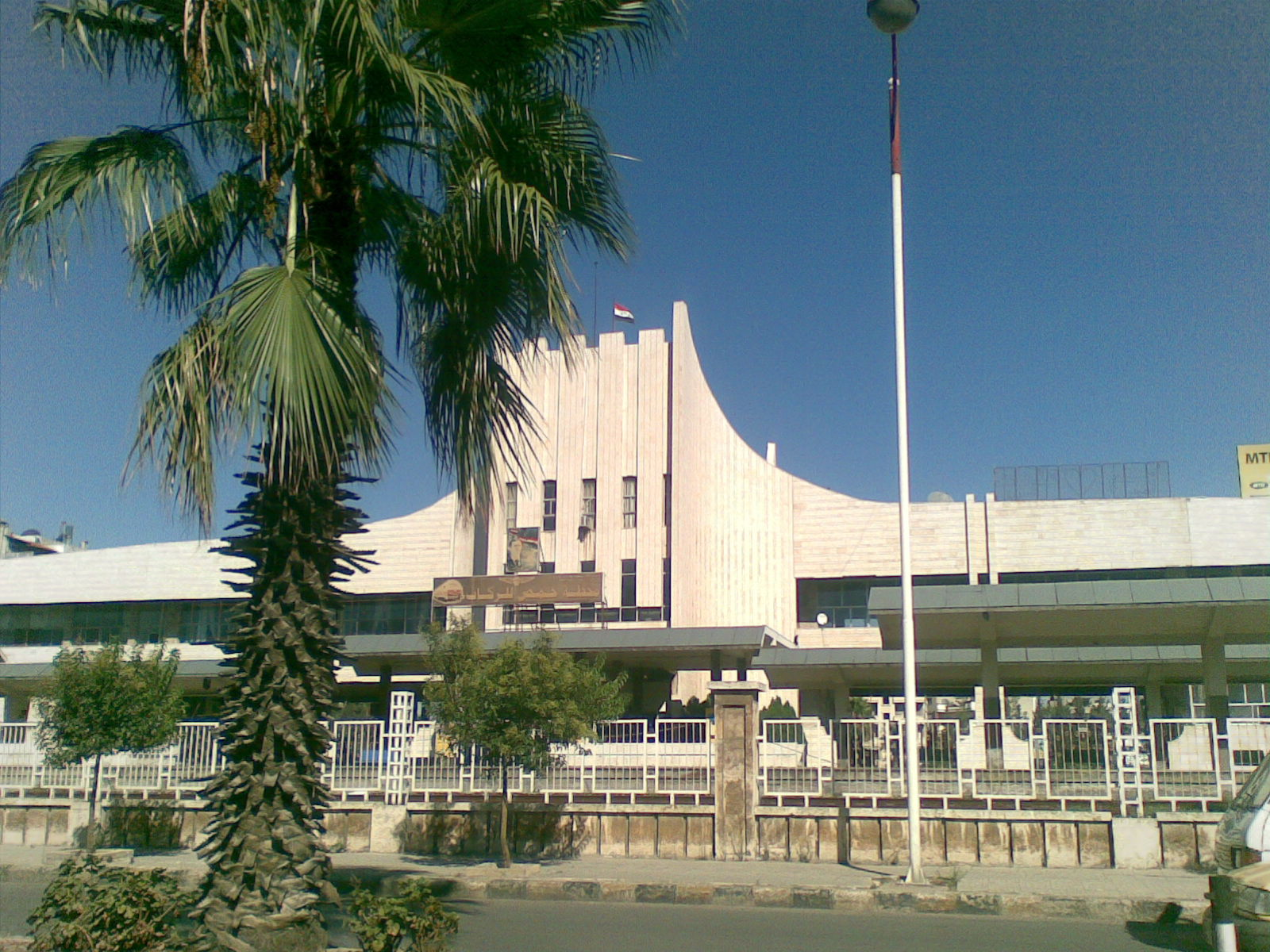
La gare de Homs.

La ville est desservie par une gare, située dans le sud-ouest de la ville, dans le quartier de la Gare proprement dit (al-Mahatta). La ville est parcourue par un grand nombre de minibus. Les taxis sont omniprésents à Homs. Ils y occupent une place importante dans la circulation. C'est le moyen de transport le plus pratique et le plus efficace pour éviter les bouchons quotidiens et pour parcourir de grandes distances, pour beaucoup de Homsiotes ne possédant pas de voiture. Comme à Damas, des bus verts font désormais leur apparition avec un dépôt à la sortie nord de la ville sur l'autoroute de Hama dans le quartier du Sinaa. La plupart des rues de Homs sont insalubres et peu soignées. Pour cette raison, la mairie de Homs s'est lancée dans une opération de renouvellement de ses rues. Ainsi entre 2007 et 2009, on a pu assister à la renaissance de tous les axes importants de la ville, qui ont été refaits à neuf.

## Enseignement

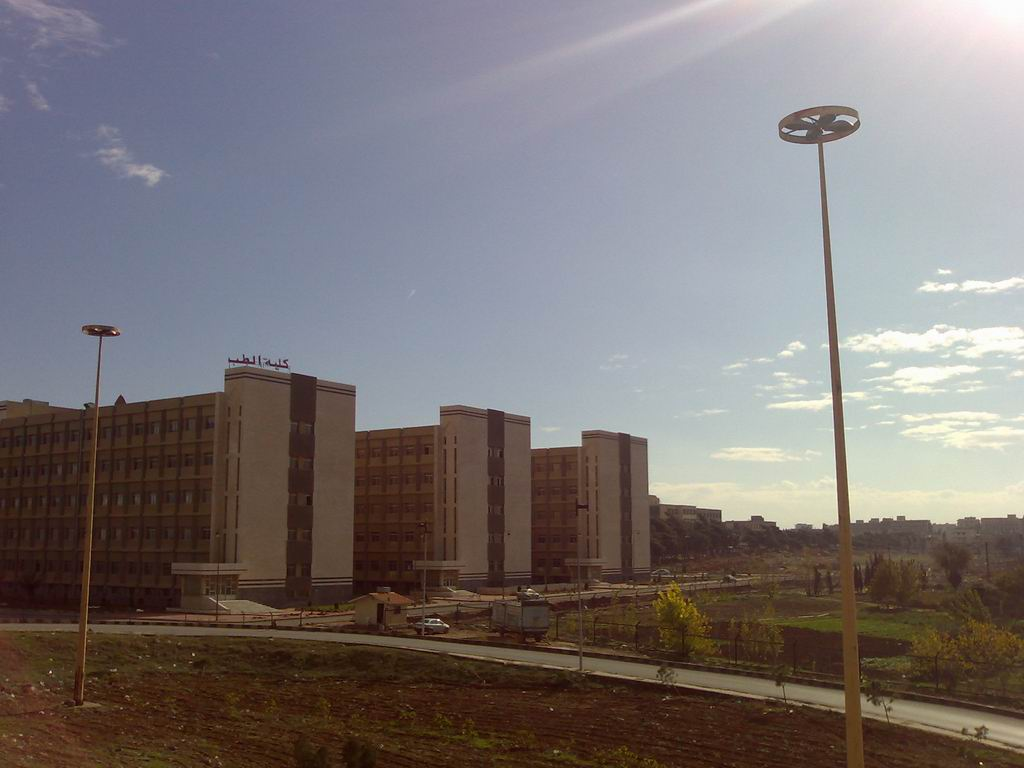
La faculté de médecine de l'université Al-Baath.

Homs est le siège de l'université Al-Baath. L'université abrite plusieurs facultés, y compris la médecine, l'ingénierie, les arts libéraux et les sciences et nombre de formations professionnelle de 2 ans. L'Université syrienne de Wadi al-Nasarah a ouvert en 2004 et est située à 30 km à l'ouest de la ville. Enfin, l'École internationale de Choueifat a récemment ouvert une succursale à l'extérieur de la ville.

## Cuisine
La cuisine de Homs est réputée en Syrie. Les plats les plus connus sont le kibbeh Homsi, beitenjan mehshi (aubergines farcies), shakriah, et halawet al-jubn.

## Sports
Homs possède deux stades à l'ouest de la ville et le siège d'Al-Karama Sports Club. Le plus grand des deux est le stade de Khaled bin Walid qui peut contenir jusqu'à 35 000 spectateurs. L'équipe de football d'Al-Karama a remporté plusieurs championnats nationaux et régionaux. Elle termina deuxième de la Ligue des Champions d'Asie 2006. Homs est également le siège d'Al-Wathba sports Club.

## Jumelages
La ville de Homs est jumelée avec :
- Belo Horizonte (Brésil) ;
- Kayseri (Turquie) ;
- Yazd (Iran).